# Carros de combate del Ejército de Tierra español

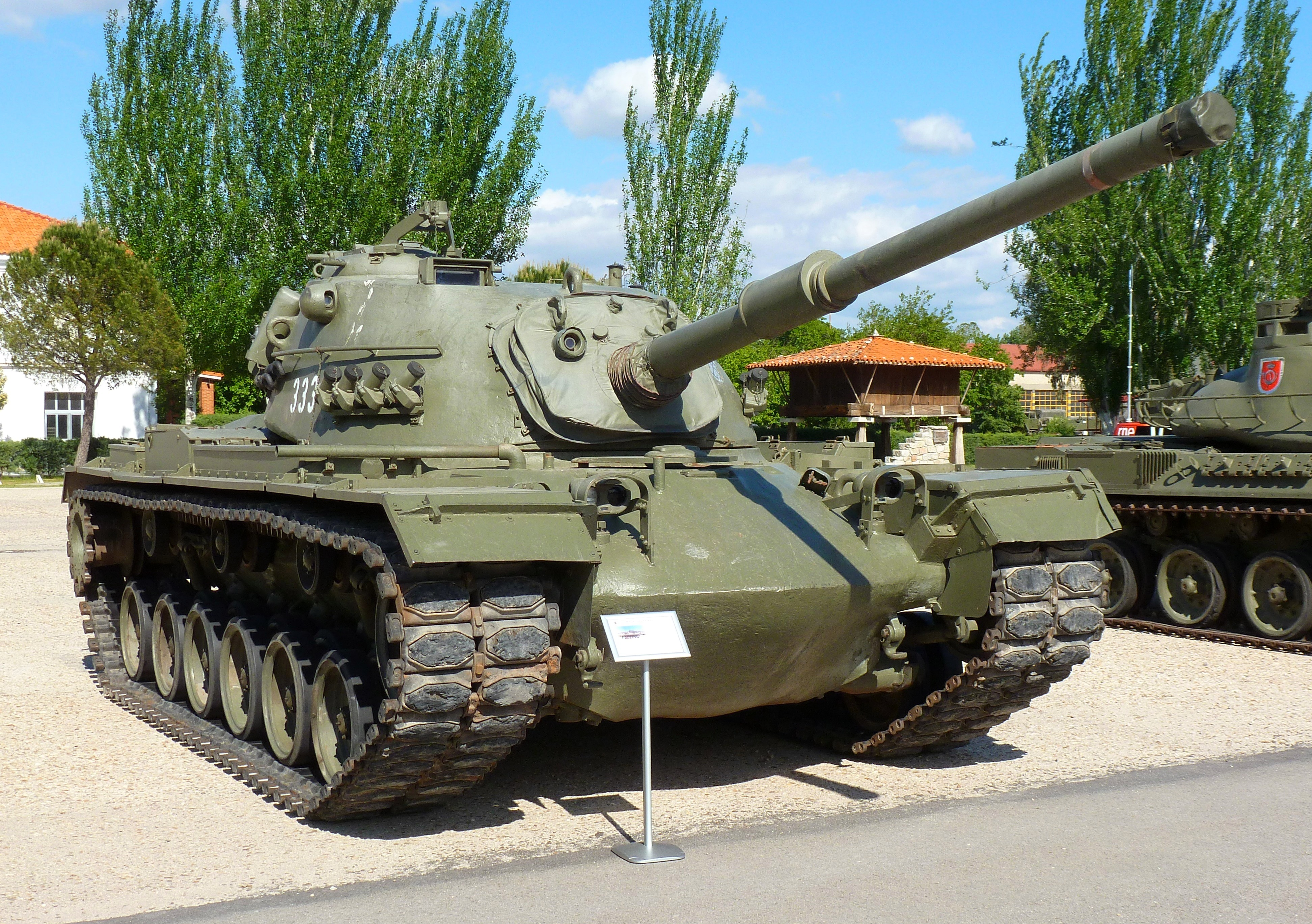
Los M-48A5E2, modernizados con un motor diésel Continental AV-1790-2A de 760 CV, cañón M-68 de 105 mm, dirección de tiro electrónica Hughes Mk.7, cámara termográfica y telémetro láser, fueron los tanques más poderosos de que dispuso el Ejército de Tierra hasta la llegada de los Leopard 2 en la segunda mitad de la década de los 90. En la imagen un ejemplar en el Museo de Medios Acorazados (MUMACET) de la Base de El Goloso (Madrid).

El tanque o carro de combate tiene más de un siglo de historia en el Ejército de Tierra español, desde el primer FT-17 francés entregado en 1919 hasta el Leopard 2 alemán de principios del siglo XXI. El FT-17 y el Schneider CA1 tomaron parte en la guerra del Rif y en el primer desembarco anfibio con tanques de la historia en Alhucemas. En 1925, el Ejército español emprendió un programa para desarrollar y producir un carro de combate autóctono llamado Trubia A4, basado en gran medida en el FT-17. A pesar de que el prototipo funcionó bien en las pruebas, el tanque nunca se produjo en masa. España también experimentó con el italiano Fiat 3000, adquiriendo una unidad en 1925 e iniciando otro programa llamado Landesa para conseguir uno nacional. Ninguno de ellos evolucionaría en un programa armamentístico a gran escala y como resultado de ello el FT-17 continuó siendo el carro de combate más numeroso en el Ejército español hasta el principio de la guerra civil española de 1936.
Entre julio de 1936 y abril de 1939, durante la guerra, los dos ejércitos enfrentados recibieron grandes cantidades de carros de combate de las potencias extranjeras. Las tropas sublevadas fueron ayudadas por Alemania e Italia, mientras que las republicanas los recibieron de la Unión Soviética, muchos de los cuales serían capturados e incorporados a sus filas por el ejército enemigo. La Guerra Civil sirvió así de campo de pruebas eficaz de la guerra mecanizada para los intereses de las naciones que finalmente tomarían parte en la Segunda Guerra Mundial. A pesar de los intentos de los observadores y soldados soviéticos, alemanes e italianos de usar las nuevas teorías ideadas, la falta de calidad de las tripulaciones y tanques, y la insuficiente cantidad de estos últimos, causaron una mala impresión sobre la utilidad de sus carros de combate.
El Ejército español terminó la Guerra Civil con una flota de tanques ligeros. Mirando los más modernos y capaces carros de combate del mercado, el Gobierno y el Ejército españoles aprobaron diseñar y fabricar un carro ligero mejor, llamado Verdeja. A pesar de que probó ser extremadamente competente, la falta de materias primas e incentivos condenaron el programa al fracaso. Además, los requerimientos del ejército fueron satisfechos temporalmente con la obtención de los Panzer IV a finales de 1943. Sin embargo, el fracaso a la hora de adquirir más Panzer IV condujo a España a tener un grupo de tanques ligeros bastante anticuado y un insuficiente número de tanques medios. La decisión norteamericana de no permitir a España emplear el nuevo equipamiento durante la guerra con Marruecos fue la causa de que España buscara en otro sitio un complemento a su flota de tanques Patton (M-47 Patton y M-48 Patton), adquiriendo finalmente el AMX-30E, versión del blindado francés AMX-30.

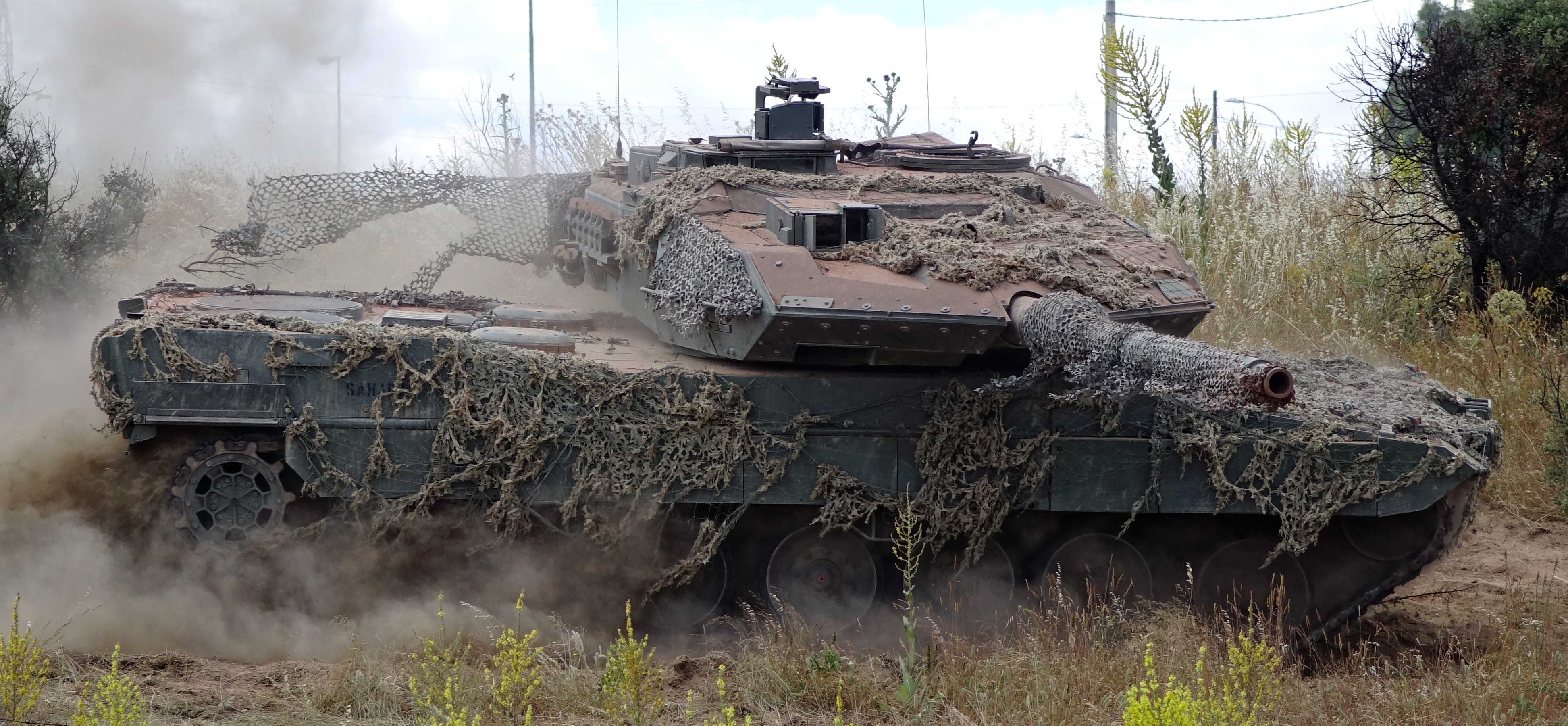
El carro de combate Leopardo 2E constituye hoy día el tanque de batalla principal del Ejército de Tierra español. En la imagen, un ejemplar desplazándose campo a través a gran velocidad.

Casi inmediatamente después, el Ejército y el Ministerio de Defensa comenzaron a planear un futuro tanque español, que desembocó en el proyecto Lince. A pesar de las numerosas ofertas, el programa Lince fracasó debido a problemas financieros, tomándose en su lugar la decisión de modernizar la flota existente de AMX-30E y posteriormente de adquirir un gran número de tanques estadounidenses M-60 para reemplazar la flota de los por entonces ya muy viejos M-47 y M-48. La mitad de los AMX-30E se modernizaron a la versión AMX-30EM2, mientras que el resto se sometió a una modificación más limitada denominada AMX-30ER1. Sin embargo, ni el M-60 ni el AMX-30 modernizado proporcionaron a España un tanque lo suficientemente moderno para el siguiente siglo, por lo que en 1994 el Ministerio de Defensa comenzó a negociar con el Gobierno alemán la compra de los Leopard 2. En última instancia, se adquirieron 108 Leopard 2A4 e integraron en el E. T., mientras que 219 Leopardo 2E (basados en el alemán Leopard 2A6) se montaron y fabricaron parcialmente bajo licencia en España. Los Leopard 2A4 y 2E sustituyeron a la flota de tanques M-60, mientras que los AMX-30EM2 fueron reemplazados por los cazacarros italianos B1 Centauro. En la actualidad, el Ejército español posee 108 Leopard 2A4 y 219 Leopardo 2E.

## El nacimiento de la caballería moderna: 1919–1926

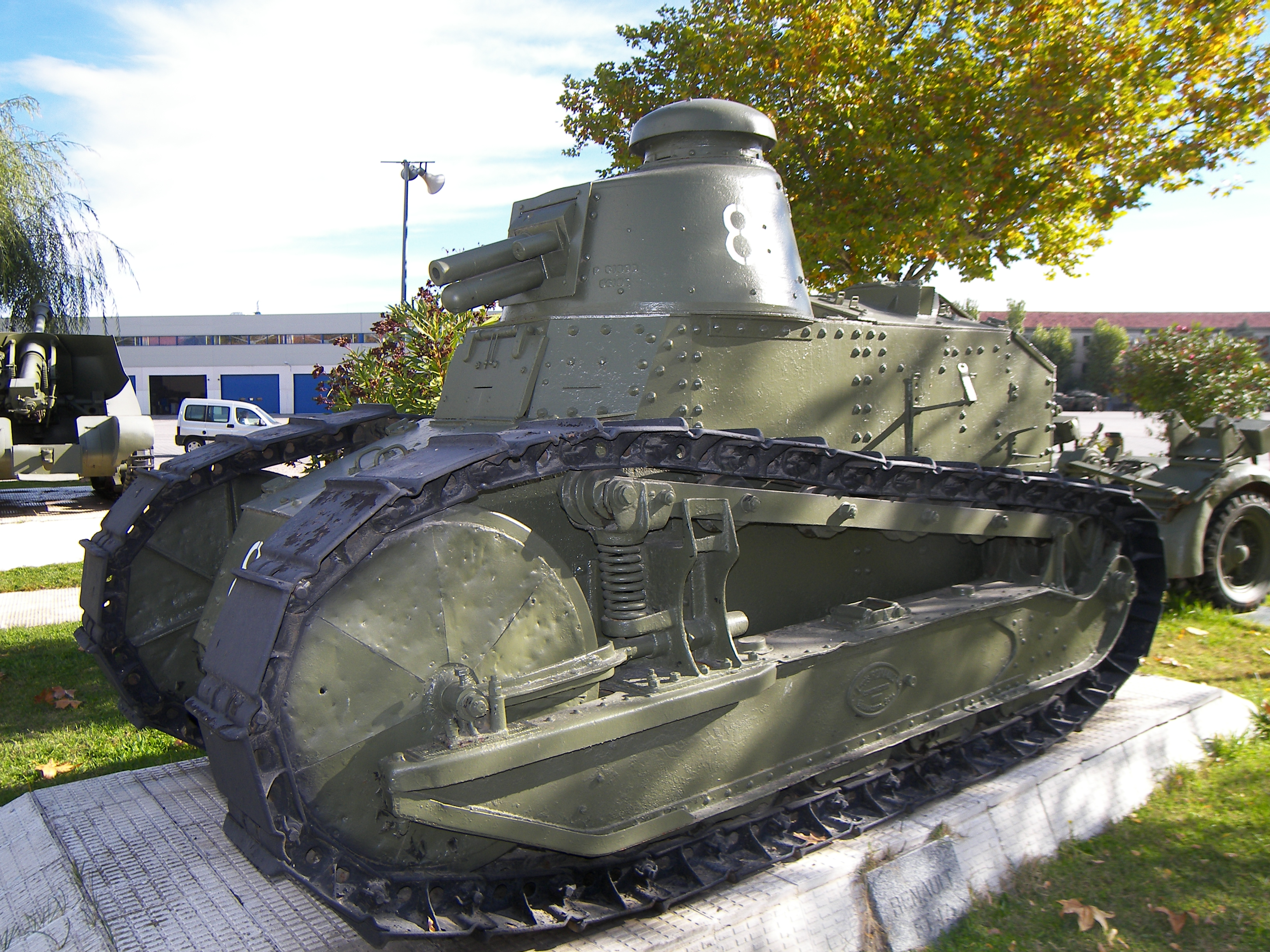
FT-17 del Ejército español, en el Museo de Medios Acorazados de la Base de El Goloso (Madrid).

El interés del Ejército español en el tanque empezó al final de la Primera Guerra Mundial, cuando el 18 de octubre de 1918 se hizo una petición formal de un tanque ligero Renault FT-17 al Gobierno francés. La petición, no obstante, no fue procesada hasta el 15 de enero de 1919. La Comisión de Experiencias, Proyectos y Comprobación del Material de Guerra emitió una petición formal para adquirir un FT-17 armado con un cañón de 37 mm y días después amplió la petición para incluir tres tanques armados con cañones y otro FT-17 equipado con ametralladora.
El 5 de marzo la petición fue autorizada y posteriormente ampliada para incluir dos unidades más del FT-17, armados con un cañón de 37 mm. El 20 de marzo, el Gobierno francés declaró que no podía proceder a la venta, y el 12 de abril el proceso para la adquisición de estos vehículos comenzó de nuevo. En mayo de 1919, los franceses accedieron a la venta de un solo tanque ligero FT-17 al Ejército español, cuya entrega se realizó el mes siguiente. Este FT-17 en particular estaba armado con una ametralladora Hotchkiss Modelo 1914 de 8 mm, y posteriormente fue rearmado con una ametralladora española de 7 mm. Tras una inspección por el Gobierno español, se decidió la adquisición de otros diez vehículos: ocho armados con ametralladoras y dos con cañones. El Gobierno francés declaró no disponer de estos vehículos para la venta, y luego agregó que bajo ninguna circunstancia se permitiría a España rearmarlos con las ametralladoras españolas de 7 milímetros, y en consecuencia denegó la venta. Como resultado, España comenzó a acercarse a otros gobiernos, entre ellos el del Reino Unido y el de Estados Unidos, pero sin éxito.
Después de la derrota colonial de España en la batalla de Annual, el 22 de julio de 1921, otro emisario militar fue enviado a Francia para solicitar más tanques. Esta vez, el Gobierno francés aceptó y accedió a la venta de diez M-17 armados con ametralladoras y un tanque de mando único. El tanque de mando consistía en el chasis de un FT-17, con la torreta reemplazada por una superestructura, que incorporaba solamente equipos de radio. Estos fueron presentados a la tercera sección de la Escuela Central de Tiro el 12 de enero de 1922, y se organizan en una compañía de doce tanques ligeros. En septiembre de 1921, el Gobierno español adquiere seis tanques Schneider CA1, siendo desplegados estos en Marruecos el 28 de febrero de 1922. El 13 de marzo de 1922, seis FT-17 fueron descargados también en Melilla.
El 18 de marzo de 1922 la compañía de tanques ligeros FT-17 participó en su primera operación de combate durante la guerra del Rif. La orden fue de operar junto con la fuerza de la Legión Española con la misión de capturar la ciudad de Tunguntz, en el norte de Marruecos. Sorprendiendo a los defensores con su aparición, la compañía de blindados, con los legionarios detrás de ella, tomaron la ciudad de Anvar. Continuando su avance hacia Tunguntz, los tanques comenzaron a llegar bajo un intenso fuego, ya que, debido a la velocidad de su avance, se habían aislado de los legionarios. Como resultado, los tanques se vieron obligados a retirarse a Anvar buscando la protección de la infantería. Dos FT-17 fueron abandonados por su tripulación debido a problemas mecánicos, siendo destruidos por los defensores marroquíes con dinamita. Un análisis posterior a la operación de las acciones concluyó que los malos resultados de la compañía de tanques fue consecuencia de la escasa cooperación con la infantería, la falta de fiabilidad de las ametralladoras de los tanques y la falta de formación previa antes de ser enviados al frente de operaciones. A partir de entonces, la compañía de blindados de España es utilizada de manera casi continua en operaciones de pequeña escala entre finales de 1922 y septiembre de 1925. El 8 de septiembre de 1925, las fuerzas blindadas de España tomarán parte en el primer desembarco anfibio con tanques de la historia.

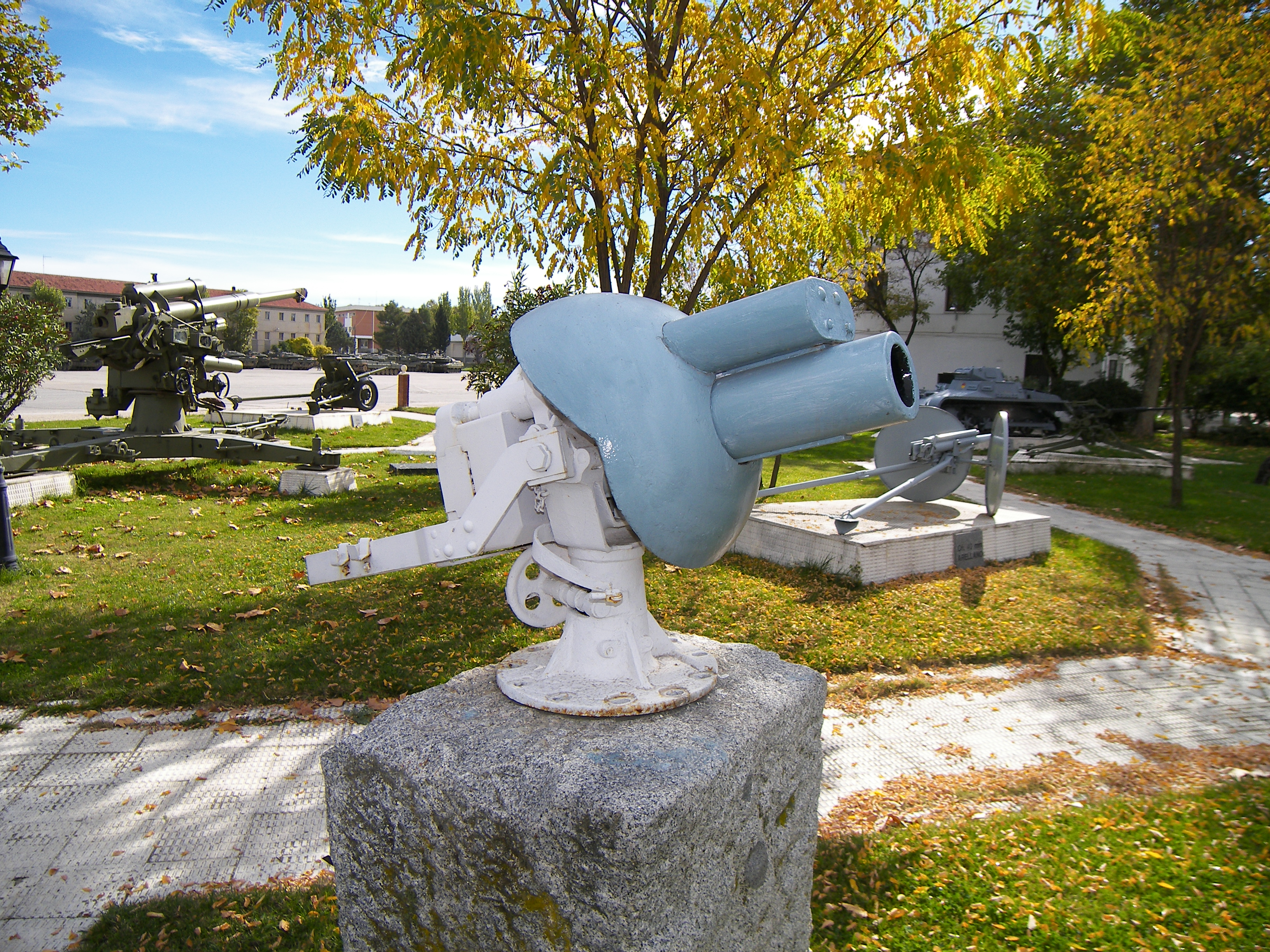
Cañón corto Schneider & Cie Modelo 1916 de 75 mm, único resto que se conserva de los Schneider CA1 del Ejército español (El Goloso).

Después de haber sido reequipada con nuevas unidades de FT-17 para reemplazar las pérdidas sufridas durante los tres años de operaciones en Marruecos, la compañía de tanques fue trasladada a Ceuta para preparar las operaciones anfibias planeadas en los alrededores de la bahía de Alhucemas. En los días previos al desembarco de Alhucemas, la compañía motorizada tomó parte en numerosos ejercicios de entrenamiento, mientras las 4 naves de desembarco tipo K eran modificadas para permitir llevar tres tanques cada una. No obstante, el día del desembarco las naves de desembarco entraron en un bajío a unos 50 m de la costa; con la consecuencia de que los tanques no pudieron desembarcar hasta el día siguiente, 9 de septiembre de 1925. Tras el desembarco, los vehículos sirvieron para apoyar el flanco izquierdo del ataque español y ayudaron a capturar las posiciones elevadas que rodeaban la playa y controlaban los puntos de salida hacia el resto de la isla.
La guerra del Rif acabó en mayo de 1926, y la compañía motorizada fue trasladada a la península en julio de ese año.

## Los primeros programas de desarrollo de tanques autóctonos: 1925–1935
A raíz de su experiencia en Marruecos, el Ejército de Tierra decidió financiar un programa de desarrollo de un nuevo tanque ligero español. El nuevo vehículo se inspiró en el francés FT-17, el vehículo blindado más numeroso en servicio en el Ejército español en ese momento y uno de los más utilizados por los ejércitos extranjeros. El programa fue encabezado por el capitán de artillería Carlos Ruiz de Toledo, que había comandado anteriormente la batería de tanques de asalto Schneider CA1 en Marruecos. Toledo presintió que el tanque se convertiría en una baza extremadamente destacada en futuros conflictos y consideró que el Ejército español precisaba de un modelo de fabricación nacional. Como resultado de ello, realizó una gira por varios países europeos, en un esfuerzo por recopilar información sobre las nuevas tendencias en el diseño de los tanques y tratar de integrarlos en el programa de tanques españoles. El vehículo resultante fue conocido como el Carro de Combate Trubia serie A.

### Tanque ligero Trubia

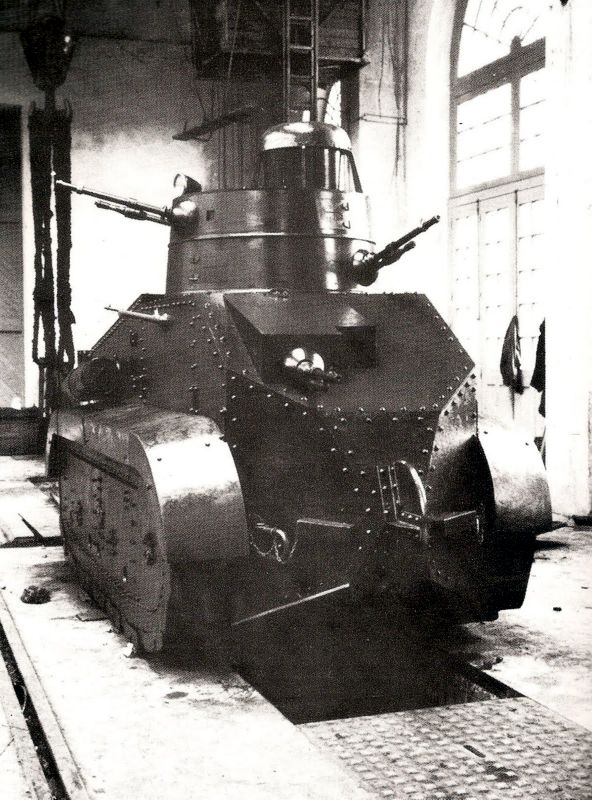
Carro Trubia A4 en la Fábrica de Armas de Trubia.

El primer prototipo comenzó a desarrollarse en 1925. Producido en la Fábrica de Armas de Trubia, en Asturias, el tanque estaba impulsado por un motor de cuatro cilindros 40/50 Hispano-Suiza, el mismo motor que los camiones del Ejército español tenían equipados desde 1915.
Dada la opinión del Ejército español de que los FT-17 estaban limitados en potencia de fuego, el tanque Trubia incorporaba una torreta especial. La torreta estaba diseñada en dos mitades articuladas, las cuales podían operar independientemente, cada una armada con una ametralladora. Teóricamante, si una ametralladora se encasquillaba, el tanque tenía aún otra para poder defenderse. Además el casco del vehículo incorporaba troneras, que permitían a la tripulación disparar por ellas desde el interior del tanque. Este prototipo fue sometido a una serie de pruebas, y su éxito provocó la decisión de continuar con el desarrollo de un tanque de factura española, que conduce a un mejor diseño del tanque Trubia, conocido como el Modelo Trubia 75HP, tipo rápido, serie A.
Mientras viaja por segunda vez por Europa, buscando integrar las tendencias de diseño extranjeras en el nuevo Trubia, el capitán Ruiz de Toledo encontró en Alemania un nuevo tipo de sistema de tracción. Diseñado para evitar que el sistema se descarrilara del vehículo, el nuevo diseño sustituía el tren de rodaje tradicional por un sistema que se mantenía unido gracias a una pared metálica lateral, con el sistema de rodamiento suspendido en el chasis. Este sistema de oruga o banda fue el más innovador y exclusivo del nuevo tanque ligero Trubia. Además de este nuevo sistema de tracción, el Trubia iba a desarrollar una mayor velocidad, de al menos 30 kilómetros por hora, y alcance que el FT-17. Para refrigerar el motor y la tripulación, se instaló dentro del chasis un dispensador de aire comprimido. Esto resuelve los problemas relacionados con la claustrofobia de la tripulación y la entrada de gases procedentes del motor instalado en el FT-17, e hizo la cabina de las tripulaciones mucho más ergonómica. Los 50 caballos de fuerza originales (37 kW) fueron aumentados hasta los 75 caballos de vapor (56 kW) gracias a un motor Daimler de cuatro cilindros. La transmisión tenía cuatro marchas adelante y cuatro marchas atrás. El nuevo tanque resultó satisfactorio, e incluso mejoraba los franceses FT-17 en algunos aspectos, y el Ejército español ordenó la construcción de cuatro prototipos.
El primer prototipo fue fabricado en 1926. Un total de cuatro prototipos fueron ordenados, pero la producción fue lenta y en 1928 solo uno de los tanques se había terminado, mientras que los otros tres prototipos no estaban armados. El vehículo completo, llamado Trubia A4, fue enviado a la Escuela Central de Tiro de Carabanchel, donde fue sometido a una serie de pruebas. En 1931, un segundo prototipo fue completado, en tanto que los dos últimos se concluyeron en 1934. El prototipo original fue devuelto a la fábrica en 1935 para integrar una serie de modernizaciones y reparar cualquier daño sufrido por el vehículo durante el proceso de prueba. Los otros tres tanques fueron remitidos al Regimiento de Infantería Milán, en Oviedo, donde continuaron las pruebas.

### Otros programas de carros de combate
Mientras continuaba el desarrollo del Trubia, el Ejército español adquirió un tanque italiano Fiat 3000A. Ordenado en octubre de 1924, se recibió en enero de 1925 y fue asignado a la Escuela Central de Tiro de Carabanchel. Allí pasó por una serie de experimentos y pruebas. El tanque fue desarrollado originalmente como una copia aproximada de los FT-17 franceses, de los que Italia había intentado adquirir cien unidades. Tenía un chasis más pequeño e iba propulsado por un motor de 50 caballos de potencia. El Fiat 3000A tenía una torreta con dos ametralladoras de 6,5 mm. Posteriormente fue mejorado con un cañón de 37 mm y bautizado como Fiat 3000B.
En 1928, la fábrica de Trubia, al mando del mayor (comandante) de Artillería Víctor Landesa Domenech, diseñó y comenzó la producción de un nuevo prototipo de tractor blindado, los cuales llevan su nombre, Landesa. El tractor desarmado finaliza su producción en 1930, pasando por una serie de pruebas. Entre 1931 y 1932, el vehículo pasó por una serie de mejoras en la fábrica y fue enviado a Madrid para hacer más pruebas, las cuales superó de manera satisfactoria en abril de 1932. Landesa, que en este momento es ascendido a teniente coronel, empieza una preserie de tres vehículos, con motores L-2000 de 55 caballos (41 kW), diseñados por Daimler-Benz. Finalmente, dos se produjeron y se entregaron para ser probados por el Ejército, mientras que otros nueve fueron encargados con la idea de utilizarlos para remolcar cañones antiaéreos Škoda de 76,5 mm Modelo 1919. Al mismo tiempo, la fábrica de Trubia comenzó a planear una versión blindada y armada del vehículo para el Ejército. Dos de ellos fueron producidos en 1934, pero la fábrica de Trubia tuvo problemas con la producción de los motores L-2000, y a consecuencia de ello carecían de motor cuando estalló la Guerra Civil. Iban armados con una única ametralladora de 7 mm.
En 1936 se inicia el desarrollo del Carro de Combate Trubia Modelo 1936, que a causa del estallido de la Guerra Civil se quedaría en los planos, que serían llevados a Bilbao y en los cuales se basaría la SECN de Sestao para fabricar el carro de combate Trubia-Naval, cuyas principales diferencias con el original serían un menor tamaño y la sustitución del cañón Arellano de 40 mm por 2 ametralladoras.

## Los tanques en laguerra civil española: 1936–1939

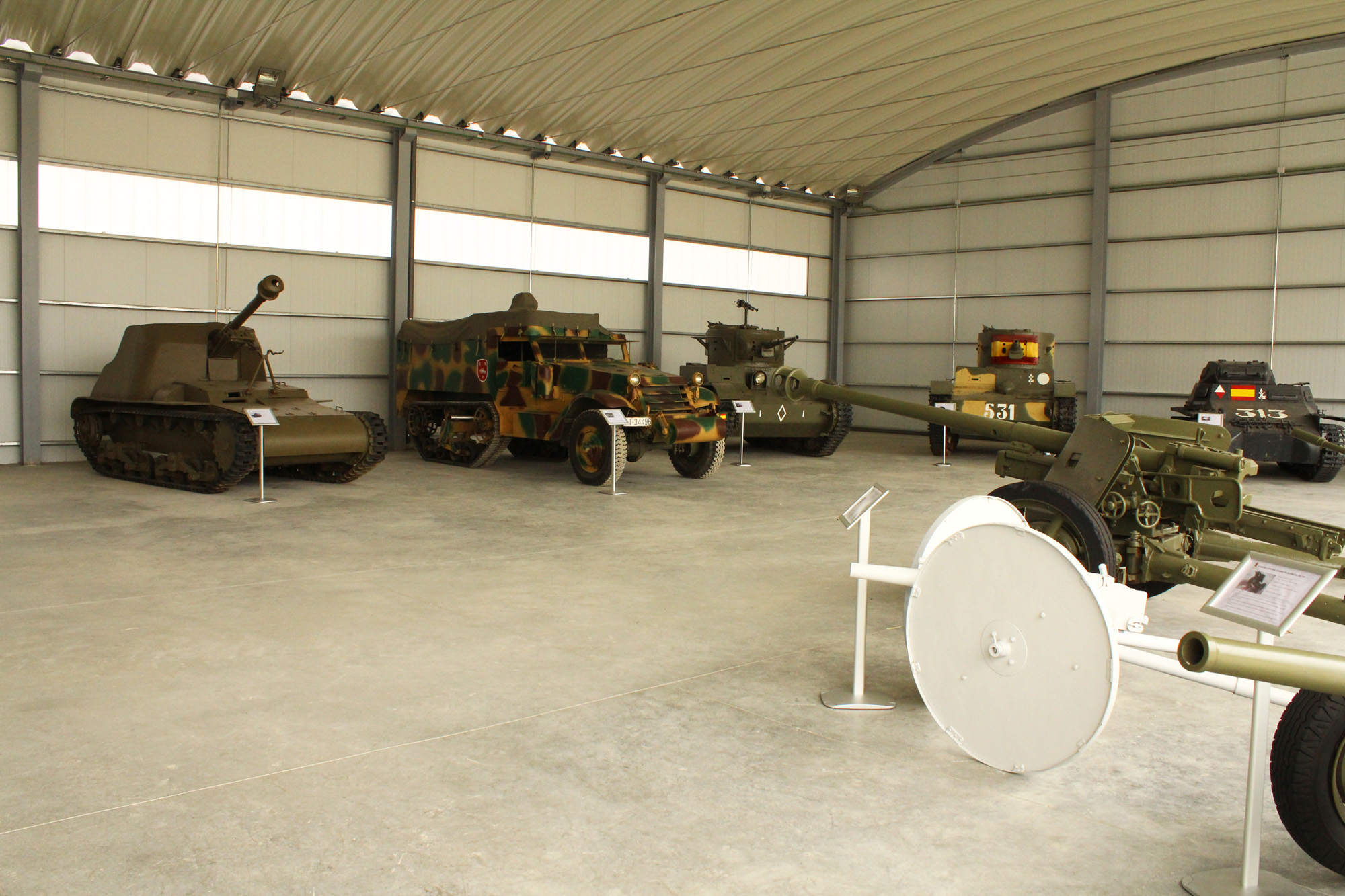
Varios de los tanques usados durante la guerra civil española en el Museo de Medios Acorazados situado en la base militar El Goloso (Madrid). Al fondo dos T-26, cada uno con un esquema de color (republicano/nacional) y a la derecha un Panzer I. A la izquierda del todo un Verdeja.

Al comienzo de la guerra civil española, el Ejército español contaba con un total de diez FT-17 en condiciones de trabajo distribuidos por igual entre los dos regimientos de tanques ligeros, uno en Madrid y otro en Sevilla. El primero (1.º Regimiento de Tanques Ligeros) permaneció leal al gobierno de la Segunda República Española, mientras que el Segundo Regimiento de Tanques Ligeros (en Sevilla) se integró en el Ejército sublevado. El único Fiat 3000A se cree que estaba en servicio en ese momento, pero fue canibalizado para obtener piezas de repuesto.  Seis tanques de asalto Schneider CA1 de España fueron puestos en servicio por el Ejército republicano, entrando en combate en torno a Madrid, antes y durante la batalla de Madrid y durante el asedio del Alcázar de Toledo, resultando todos destruidos durante la batalla de Madrid. Los tres prototipos del Trubia A4 entregados al Regimiento de Infantería Milán quedaron en manos de los nacionales, mientras que el cuarto prototipo, que se encontraba en la Fábrica de Trubia, fue tomado por los trabajadores de la propia planta y rápidamente reparado para poder ser puesto al servicio del Ejército Popular de la República.

### Fuerzas blindadas republicanas
Las fuerzas republicanas fabricaron diversos vehículos blindados a lo largo de la guerra. A pesar de su escaso valor militar, debido a la baja calidad de su diseño y construcción, fueron factores importantes en la elevación de la moral de las tropas del Frente Popular. Las fábricas en las zonas del norte de España produjeron un buen número de tractores y automóviles blindados; por ejemplo, dieciséis vehículos blindados, denominados Naval-Somua, basados en el chasis de los autobuses franceses Somua. La fábrica de la SECN de Sestao, que en este tiempo trabajaba para la República, fabricó entre quince y veinte tanques ligeros conocidos como Trubia-Naval, que estaban muy influenciados por el Landesa y el A4 Trubia.
| Fecha                   | Barco           | Número de vehículos | Notas |
| ----------------------- | --------------- | ------------------- | --- |
| 15 de octubre de 1936   | Komsomol        | 50                  | Dirigidos por el teniente coronel Krivoshein                                                              |
| 30 de noviembre de 1936 | Cabo Palos      | 37                  | Dirigidos por el general Pávlov                                                                           |
| 30 de noviembre de 1936 | Mar Caribe      | 19                  | |
| 6 de marzo de 1937      | Cabo Santo Tomé | 60                  | |
| 8 de marzo de 1937      | Darro           | 40                  | |
| 7 de mayo de 1937       | Cabo Palos      | 50                  | |
| 13 de marzo de 1938     | Gravelines      | 25                  | Último embarque recibido                                                                                  |
| Total                   |                 | 281                 | 178 fueron capturados por los nacionales (de los cuales unos 150 prestaron servicio hasta los años 1950). |

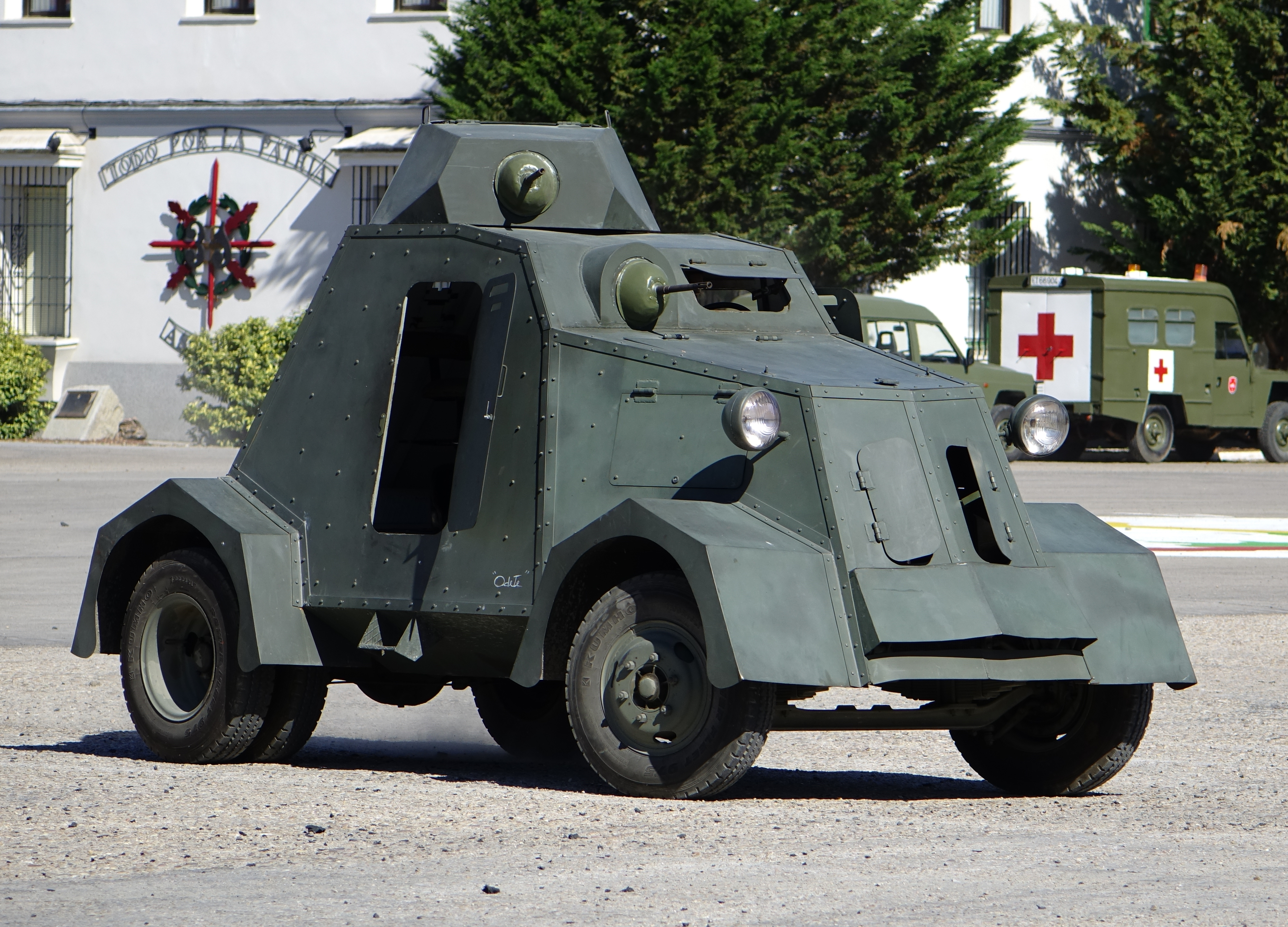
Réplica de un UNL-35.

Sin embargo, la mayoría giró en torno a la construcción del blindaje de los camiones, conocido como "Tiznaos" por el color gris de su blindaje de acero. Debido al peso del blindaje y a la salida de baja potencia de sus motores, muchos de ellos no fueron capaces de moverse más allá de 20 metros sin descomponerse. Estos fueron construidos en su mayoría en las regiones altamente industrializadas en el norte de España y en Cataluña. La Unión Naval de Levante diseñó y produjo, primero en Valencia y luego en Elda y Petrel (las dos últimas en la provincia de Alicante), el que fue considerado como uno de los mejores automóviles blindados de la guerra, el UNL-35. Este vehículo se basaba en el automóvil blindado soviético BA-20, al que superó gracias a su mayor potencia y fiabilidad. Se construían sobre la base de camiones soviéticos ZIS-5, y fueron fabricados entre principios de 1937 y marzo de 1939, a un ritmo de no más de cinco por mes. Además hubo otras versiones, utilizando como base chasis distintos, tales como Ford modelo 817T, sobre el que se fabricaron alrededor de otros 120, Ford modelo 79, Chevrolet modelo T y algunos modelos británicos.

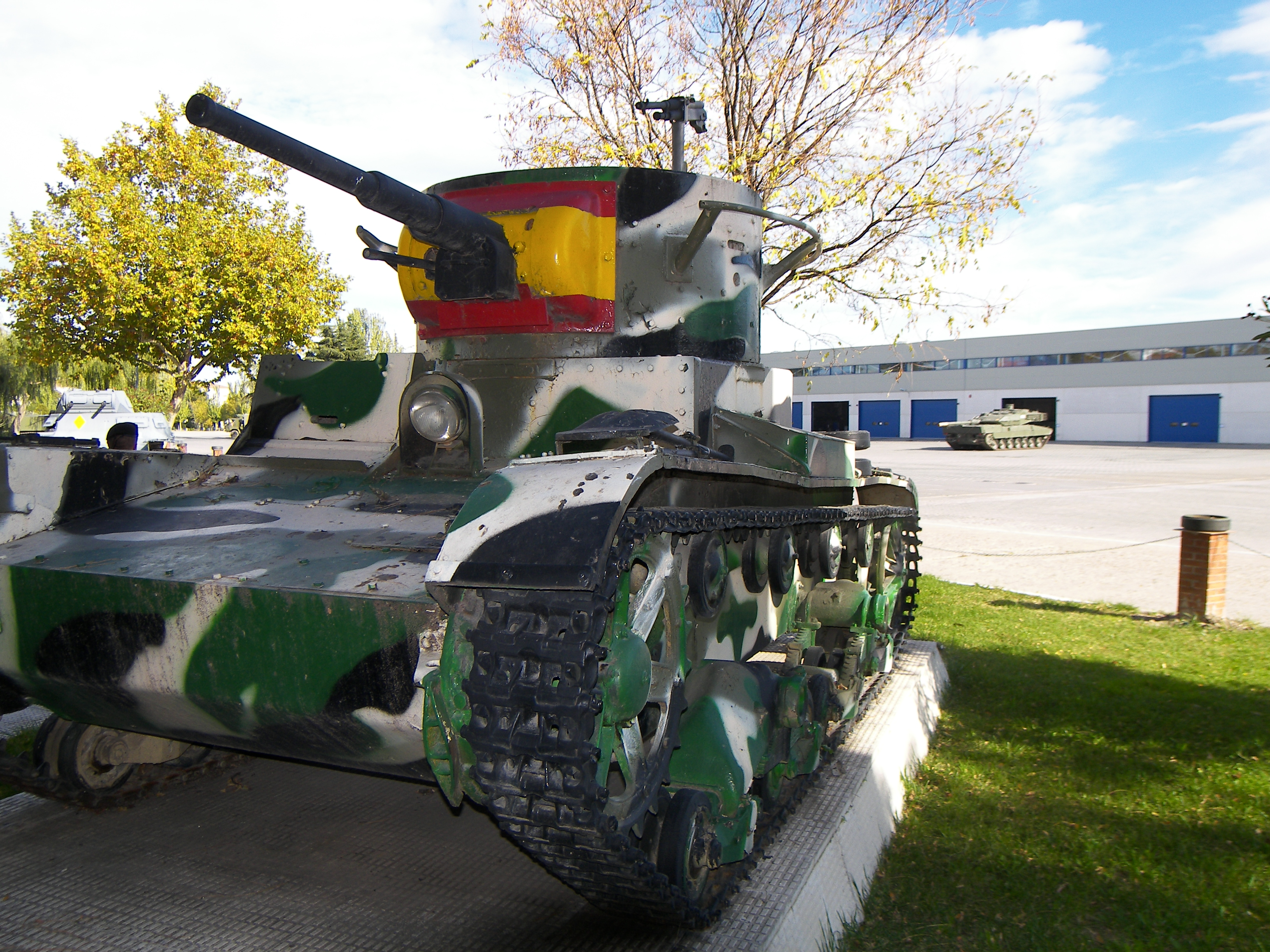
Tanque soviético T-26, modelo 1933, suministrado al Ejército Popular durante la guerra civil española. Este ejemplar fue capturado por el bando nacional. El motivo por el que lleva una bandera española en la torreta era para evitar fuego amigo y evitar confusiones. Por el mismo motivo llevaba un aspa en la escotilla para evitar un ataque de la aviación amiga por confusión.

El 15 de octubre de 1936 llegó a Cartagena el primer envío de cincuenta tanques ligeros T-26 soviéticos.  Estos entraron en combate muy pronto, el 26 de octubre, bajo la dirección del teniente coronel soviético Semión Krivoshéin, al sur de Madrid. La primera operación de combate en España de los T-26 tuvo lugar cerca de la ciudad de Seseña, cuando una compañía de tanques republicanos contraatacaron contra la punta de lanza de la unidad de los nacionalistas durante su avance hacia Madrid.  El contraataque, a pesar de un éxito parcial, no impidió el avance nacionalista. Al inicio de la operación, los tanques se habían separado de la infantería, siguiendo ellos. Sin embargo, las fuerzas blindadas republicanas sorprenderon con éxito una compañía de soldados de infantería nacionalista, confundiéndoles en ese momento por aliados italianos, y los puso en fuga. La compañía de tanques continuó hacia la ciudad de Esquivias, al oeste, donde fue contraatacacada por la caballería de la Legión Española y, finalmente, obligada a retirarse. Debido a la falta de apoyo de la infantería, unos T-26 fueron eliminados por los soldados de la infantería nacionalista con pequeñas bombas usando botellas de vino. Este fue el primer uso registrado de un cóctel molotov; La compañía de tanques se retiró a través de Seseña, que había sido ocupada de nuevo por la infantería nacionalista, y estuvo bajo fuego pesado. A pesar de la retirada, el contraataque fue muy publicitado en Madrid por la República, como una victoria. La falta de éxito se atribuye a la falta de coordinación entre los tanques republicanos, infantería y artillería. A pesar de que comúnmente se menciona que España recibió 312 T-26, este número incluía varios FT-17s, entregados por Polonia, y quince T-26 que en realidad nunca llegaron a España. En última instancia, 281 T-26 fueron entregados a España durante la guerra civil española.

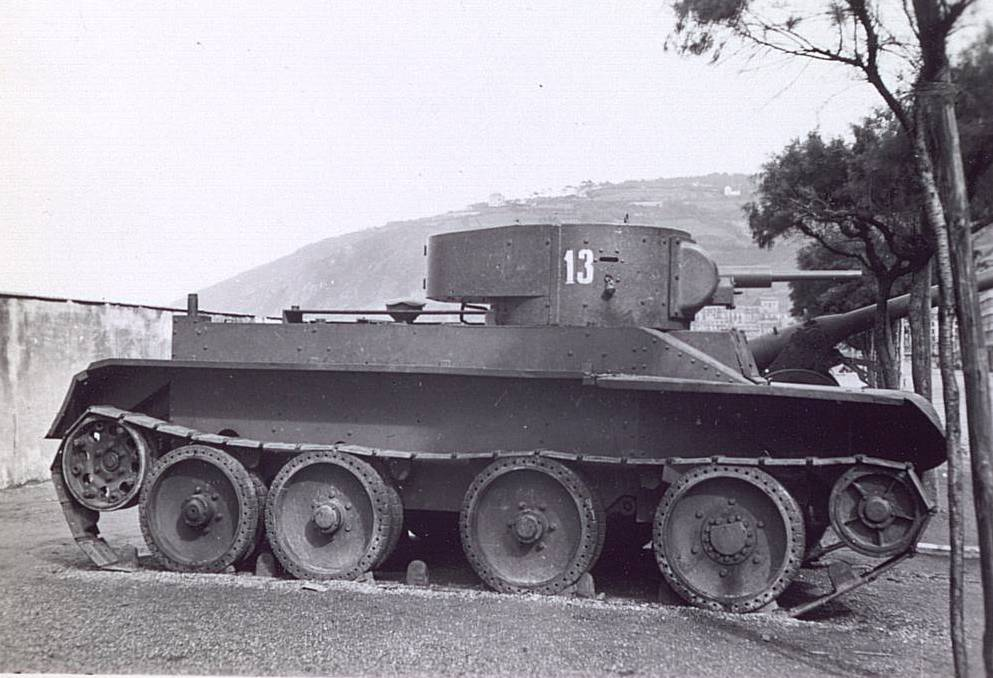
BT-5 republicano.

La Unión Soviética también suministró a España 50 tanques BT-5. Aunque era un poco más pesado que el T-26, el BT-5 era más rápido, siendo capaz de alcanzar velocidades en carretera de 65 km/h con orugas y 90 km/h con ruedas. Sin embargo, dada la dificultad del terreno español, el BT-5 rara vez fue capaz de sacar partido a su velocidad. La pérdida de muchos BT-5 republicanos durante la Batalla del Ebro hizo que lo relegaran a la reserva. El BT-5 fue una producción perfeccionada de J. Walter Christie bajo el concepto de tanque rápido, usando la suspensión Christie, y estaba armado con un cañón de 45 mm.

#### Organización
Los primeros 50 tanques T-26 que llegaron a España, bajo el mando de Krivoshein, fueron tripulados por personal soviético. Sin embargo, el teniente coronel soviético abrió una escuela de formación en la localidad de Archena, cerca de Cartagena, reclutando principalmente a conductores de camiones y autobuses de ciudades como Madrid y Barcelona. La escuela de Archena quedó bajo el mando del coronel Rafael Sánchez-Paredes. Al mes siguiente, abrió una segunda escuela en Alcalá de Henares, al noreste de Madrid. No obstante, solo a los soldados comunistas se les permitió tripular los tanques soviéticos, y como resultado el grupo de soldados para reclutar fue limitado, y con frecuencia conductores menos expertos fueron escogidos frente a otros con mejores cualidades solo debido a su ideología política. Por ejemplo, en un caso un comandante de tanque rompió el contacto con el enemigo porque no había aprendido a disparar su arma principal. Por otra parte, en un primer momento, los entrenadores soviéticos no tenían intérpretes para comunicarse con sus estudiantes españoles.

Organigrama de la Brigada de Carros de Combate.

Con el entrenamiento en marcha, y los tanques incorporándose rápidamente al combate, los primeros 50 vehículos del Ejército Popular se organizaron en el primer batallón de tanques. El batallón estaba formado por tres compañías de tanques (cada compañía con diez tanques) y un cuartel general para cada compañía. Cada compañía tenía tres secciones, con tres tanques, repuestos y un tanque de mando. A mediados de noviembre se organizó un segundo batallón. En diciembre de 1936, el general Pavlov organizó nuevos vehículos blindados soviéticos en una brigada blindada, la componían cuatro batallones de tanques y una compañía de reconocimiento. Esta brigada, conocida como Brigada de Carros de Combate, se componía de 56 tanques y 68 vehículos blindados, e inmediatamente entró en combate en torno a Madrid, incluso en las batallas del Jarama y Guadalajara. Sin embargo, la brigada se utilizó para apoyar a las fuerzas republicanas de infantería y no como un grupo armado móvil, y como resultado su papel estratégico durante la guerra se vio limitado por su mal uso. En julio de 1937, la brigada participó en la Batalla de Brunete, la batalla más grande con tanques desde el principio de la guerra, tomando parte unos 150 tanques republicanos. La batalla fue también uno de los pocos ejemplos durante la guerra civil española de la utilización de tanques para explotar una penetración a lo largo del frente. La batalla tuvo un coste elevado para Ejército Popular, con alrededor de 159 vehículos blindados de combate destruidos o gravemente dañados.

Organigrama de la División de Ingenios Blindados.

Después de la batalla de Brunete, la brigada se reorganizó en una nueva división española, conocida como la "División de Ingenios Blindados". Esta estaba compuesta por una brigada de tanques y una brigada blindada; la segunda estaba formada por los vehículos ligeros blindados de combate, como el BA-6. La división fue puesta al mando del coronel español Sánchez-Paredes. En este momento, la mayoría de los buques soviéticos regresaron a la Unión Soviética para proporcionar información sobre la guerra mecanizada en España. Los soviétcos dejaron solamente una unidad, un regimiento de tanques pesados, dotado con el nuevo BT-5, que no se había utilizado en el combate aún. Este regimiento estaba compuesto por una tripulación de soviéticos y veteranos de los tanques españoles, y fue puesto bajo el mando del coronel soviético Kondriatev. Por último, la división también incorporó una brigada de infantería y una compañía de artillería antitanque. Sin embargo, en este momento el mando militar republicano había relegado el tanque simplemente para el papel de apoyo de infantería, disuadido por el pobre desempeño de los blindados republicanos a esa fecha. La última gran batalla en la que los blindados republicanos tomaron parte fue la Batalla del Ebro, en el año 1938.
Los soviéticos llegaron a la conclusión de que, si bien las formaciones de tanques en España no fueron lo suficientemente grandes como para llevar a cabo una penetración ideal motorizada en las líneas enemigas, formaciones de tanques demasiado grandes tampoco eran lo ideal debido a que el terreno irregular impedía su utilización en masa. Como resultado, comandantes de blindados como Pavlov consideraron que el mejor papel del tanque era el apoyo a la infantería. El uso de los blindados republicanos durante la guerra civil española no constituyó una buena demostración de batallas mecanizadas en profundidad.

### Fuerzas blindadas del bando rebelde
| Fecha                         | Número de vehículos |
| ----------------------------- | ------------------- |
| 26 de agosto de 1936          | 5                   |
| 7 de octubre de 1936          | 10                  |
| 8 de diciembre de 1936        | 20                  |
| Enero y febrero de 1937       | 24                  |
| Marzo de 1937                 | 24                  |
| Abril de 1937                 | 12                  |
| Septiembre de 1937            | 16                  |
| Abril de 1938                 | 12                  |
| Noviembre y diciembre de 1938 | 32                  |
| Total                         | 155                 |

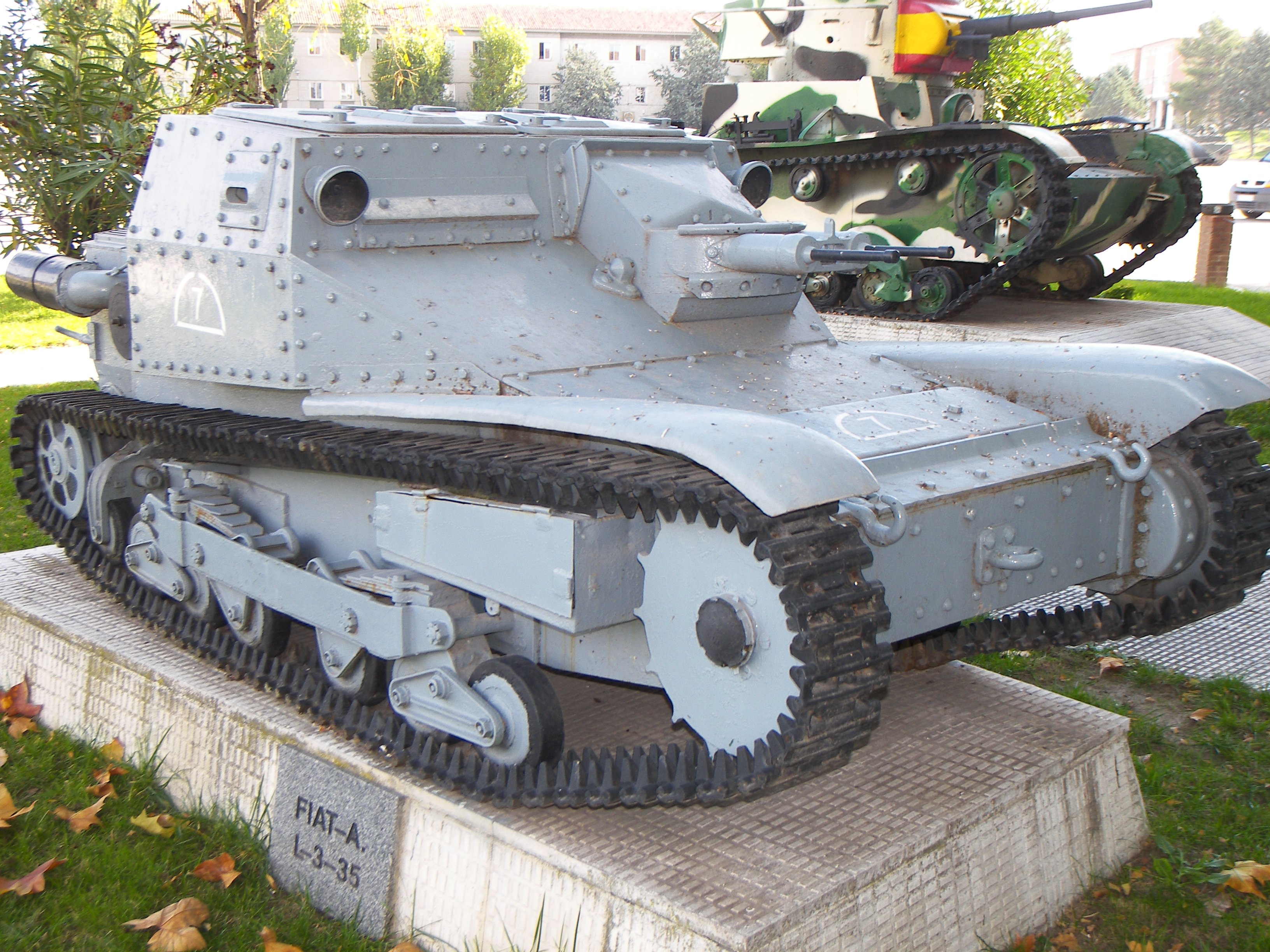
Una CV-33 del Ejército español en El Goloso.

Durante la Guerra Civil, el bando sublevado desarrolló un único modelo de tanque, el Carro de Combate de Infantería Tipo 1937. Aprovechando la toma de la Fábrica de armas de Trubia en 1937, los franquistas se basaron en el Trubia-Naval republicano, el Panzer I alemán, el T-26 soviético y la CV-33 italiana, buscando unir lo mejor de los tres principales tanques ligeros utilizados por el Ejército franquista durante la guerra. Sin embargo, no funcionó tan bien como se esperaba ni se produjo su fabricación en masa. El Ejército Nacional sí que fabricó un pequeño número de camiones y tractores blindados, y además inició el desarrollo del tanque ligero Verdeja, pero ninguno de ellos contribuyó significativamente al esfuerzo nacional contra el Ejército Popular.
Los primeros tanques extranjeros en entrar en servicio con los rebeldes fueron cinco tanquetas italianas CV-33, que llegaron a Vigo el 26 de agosto de 1936. Junto con ellas arribaron diez tripulantes, que actuaron como instructores de las tripulaciones españolas. Las tanquetas estaban armadas con dos ametralladoras de 8 mm y tenían un blindaje de acero de un espesor máximo de 15 mm. El 10 de diciembre de 1936, el dictador italiano Benito Mussolini decidió enviar tropas de combate a España, en un intento por poner fin a la guerra tan pronto como fuera posible. Estos hombres estaban organizados en el Corpo Truppe Volontarie (Cuerpo de Tropas Voluntarias, CTV), y al final del año sus filas habían aumentado en una estimación de 47.000 hombres, 20.000 de los cuales provenían del Regio Esercito (Ejército Real) y otros 27.000 más de los Camicie nere (Camisas negras). El cuerpo fue puesto bajo el mando del general italiano Mario Roatta.

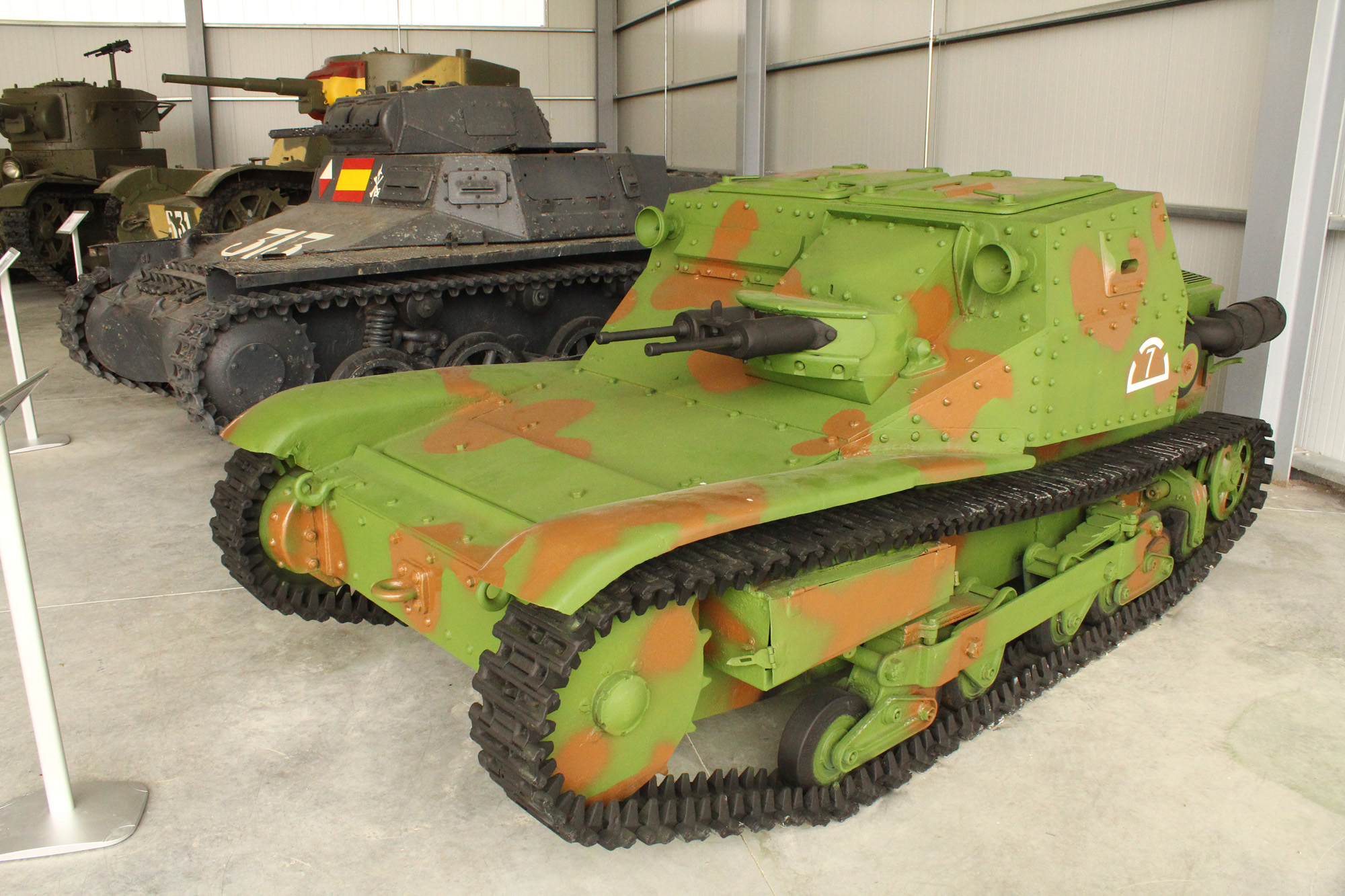
En primer plano, una tanqueta L3/35 en un museo según el esquema de color del bando nacional y, detrás de ella, un Panzer I y 2 T-26.

La primera batalla importante del CTV se produjo en marzo de 1937, cuando se decidió atacar a las fuerzas republicanas en la Batalla de Guadalajara. Una fuerza compuesta por unos 35.000 hombres y 81 tanques atacó el 8 de marzo de 1937. Al no tener en cuenta las condiciones meteorológicas del campo de batalla, al día siguiente las tropas italianas se encontraron atacando sobre un terreno que se había convertido en barro debido a las fuertes lluvias. La lentitud del avance permitió a la Fuerza Aérea republicana atacar constantemente sobre el avance de las fuerzas italianas, dispersando columnas enteras en las carreteras principales y obligándolas a pararse en el barro. Un contraataque republicano el 18 de marzo, dirigido por la brigada blindada de Pavlov, obligó a los italianos a retirarse. Además la aviación de los nacionales no pudo proporcionar apoyo aéreo cercano a las tropas italianas porque las pistas de aterrizaje estaban inundadas. Por su parte, los blindados italianos demostraron no ser rival para los tanques T-26 y BT-5, más pesados y rápidos. Oficialmente, los italianos perdieron unos 2.700 soldados durante la campaña cerca de Guadalajara, mientras que las bajas del Ejército Republicano se estiman en 4.000. Según otras fuentes las pérdidas del CTV se estiman en 5.000 bajas durante la batalla. Sin embargo, las pérdidas de blindados resultaron relativamente bajas, ya que los republicanos perdieron 7 T-26 y los italianos 19 CV-33. A pesar de este revés inicial, el Régimen de Mussolini continuó el suministro de personal y equipo al CTV en España, y a finales de 1938 el cuerpo de voluntarios italianos fue equipado con tres batallones de tanques. Al finalizar la guerra habían sido enviados a España un total de 155 CV-33.
Los alemanes entregaron un total de 122 tanques ligeros Panzer I a las Fuerzas nacionales en el curso de la guerra. El primer cargamento llegó en octubre de 1936, constando de 41 tanques. Estos tanques entraron pronto en combate el 30 de octubre, cerca de Madrid, cuando se vieron involucrados con una columna de vehículos blindados republicanos, que fueron capaces de noquear a los tanques alemanes a distancias de 500 metros con sus armas de fuego más potentes. Aunque la munición perforante disparada por las ametralladoras de 7,92 mm de los Panzer I podía penetrar el blindaje de los T-26 a distancias de hasta 150 metros, los tanques republicanos simplemente comenzaron a atacar a distancias de hasta 1000 metros, con sus pesados cañones de 45 mm. Además, las miras del T-26 fueron calibradas para distancias mucho más lejanas que las calibradas por el equipo alemán. Esta desventaja en poder de fuego llevó al Ejército nacional a experimentar con la adopción de cañones antiaéreos italianos Breda M35 de 20 mm para su flota de Panzer. Disparando un proyectil perforante de 140 gramos, este cañón podía penetrar hasta 40 mm de blindaje de acero a una distancia de 250 m. La instalación del cañón requiere que la parte superior de la torreta del tanque sea cortada y extendida hacia arriba, aumentando el perfil del vehículo y la disminución de la visibilidad de la tripulación. Además, la mira de la nueva arma fue dispuesta dentro de un pliegue abierto en la parte delantera de la nueva extensión de la torreta, obligando al artillero a apuntar y disparar desde una posición relativamente insegura. En un principio los nacionales solo terminaron cuatro prototipos, con el objetivo de dotar al menos un Panzer I de cada sección de cada batallón con el cañón más grande. La captura de los T-26 republicanos y su retorno al servicio con el Ejército franquista hizo innecesario el interés por la modificación de los Panzer, mientras que los intentos posteriores de colocar un cañón en la parte superior de los tanques ligeros alemanes fracasó por la falta de disponibilidad de cañones automáticos Breda de 20 mm. También se intentó montar un cañón antitanque de 37 mm y un cañón de 45 mm, tomados de un vehículo soviético capturado, pero los intentos fracasaron antes de que los prototipos fuesen terminados.
| Fecha             | Número de vehículos |
| ----------------- | ------------------- |
| Octubre de 1936   | 41                  |
| Diciembre de 1936 | 21                  |
| Agosto de 1937    | 30                  |
| Finales de 1937   | 10                  |
| Enero de 1939     | 30                  |
| Total:            | 132                 |

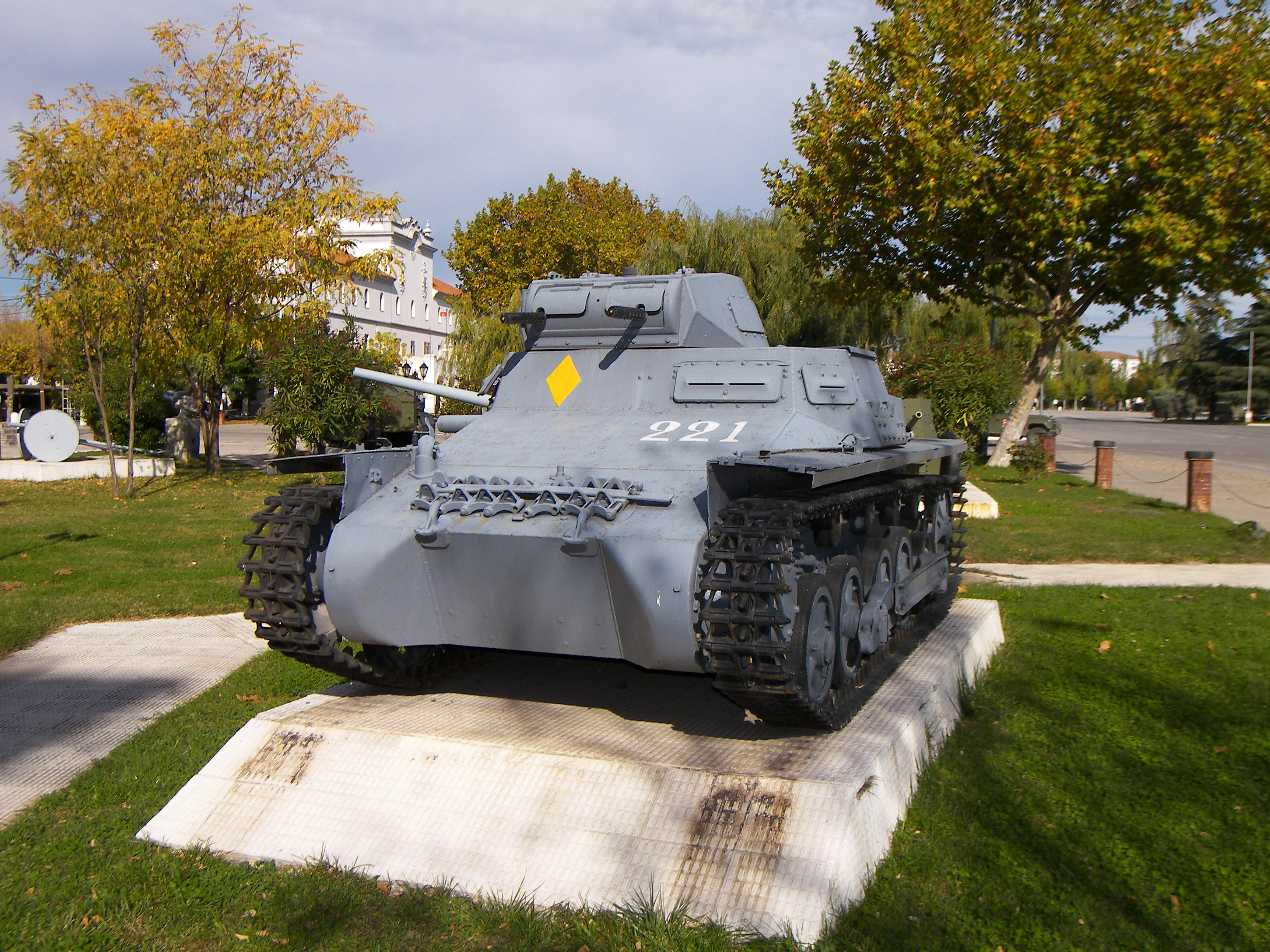
El Panzer I influyó fuertemente en el diseño de la torreta del Verdeja.

La inferioridad de los tanques del bando nacional respecto a los republicanos hizo que los comandantes franquistas llegaran a ofrecer a sus soldados hasta 500 pesetas por cada tanque T-26 capturado. A consecuencia del número de T-26 capturados, y vueltos a poner en servicio contra sus dueños anteriores, la Unión Soviética, también sin darse cuenta, se convirtió en el mayor proveedor de vehículos blindados de combate del ejército nacional. Un total estimado de 178 T-26 fueron capturados durante la guerra civil española, de los cuales 98 fueron puestos de nuevo en servicio, 30 vehículos irreparables se utilizaron para piezas de repuesto y 50 T-26 no entraron en servicio con el ejército nacional. En mayo de 1939, Francia entregó a la España nacional 10 T-26 que se habían internado en su país, después de haber cruzado la frontera. El número de capturas de los BT-5 fue mucho menor. En mayo de 1938, la fuerza de tanques nacional había puesto en servicio solo 4 BT-5, en comparación con 39 T-26. La primera compañía de tanques franquistas equipada con T-26 entró en combate durante la batalla de Brunete, desde el 18 hasta 23 de julio de 1937.
En última instancia, la cantidad de equipos capturados obligó a los franquistas a organizar una unidad de recuperación, diseñada para recuperar blindados soviéticos fuera del terreno y su reparación a fin de que pudieran volver al combate.

## La posguerra: 1939–1953

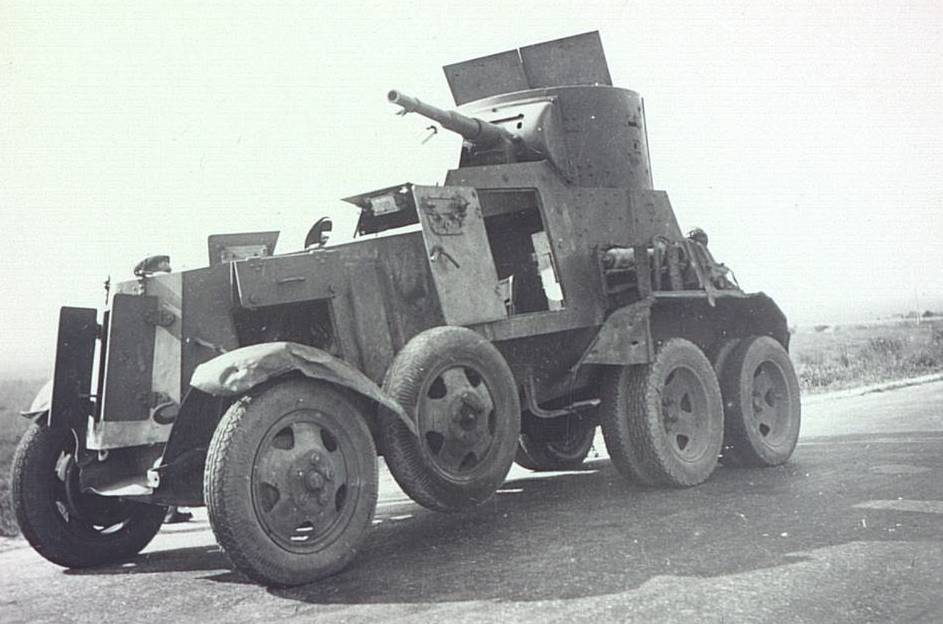
BA-6 del Ejército Popular.

Al final de la guerra civil española, el Ejército español contaba con unos 10 Renault FT-17 para enseñanza, 94 Panzer I (incluyendo 4 vehículos de mando), 60 CV-33/35, 140 T-26 y 110 autoblindados (unos 30 modelos de BA-6 y Chevrolet AAC-1937, que serían enviados a las colonias de Ifni y el Sáhara Español, y el resto autoametralladoras UNL-35), sin contar vehículos de recuperación. Los Panzer I y los CV-33 se organizaron como tanques "ligeros", denominados tipo I, mientras que los T-26 fueron considerados como tanques "medios" y se clasificaron como tipo II. Estos se organizaron en cuatro regimientos blindados: el Regimiento de Carros de Combate n.º 1, con sede en Canillejas (entonces todavía municipio independiente), el n.º 2, en Sevilla, el n.º 3, en Valls (Tarragona) y el RCC n.º 4, en Estella (Navarra). La organización del tercero se basó en la utilizada por las fuerzas franquistas durante la Guerra Civil, mientras que el cuarto se basó en la de los italianos del CTV. En septiembre de 1941 se constituyó el regimiento n.º 5, en Laucién (Protectorado español de Marruecos). De igual manera, la mayoría de las autoametralladoras fueron encuadradas en las unidades de Caballería. Posteriormente, un Decreto de 21 de diciembre de 1943 introdujo diversos cambios: el RCC 1 pasó a ser el Regimiento de Carros de Combate «Alcázar de Toledo» n.º 61, el RCC 2 cambió a Regimiento de Carros de Combate «Brunete» n.º 62, el RCC 3 y el RCC 4 fueron disueltos y su personal y material transferidos al RCC 61, y por último el RCC 5 pasó a denominarse Regimiento de Carros de Combate «Oviedo» n.º 63.

### Programa del tanque Verdeja
Entre finales de 1937 y 1938, el capitán Félix Verdeja Bardales comenzó a desarrollar en privado el concepto de un nuevo tanque ligero. En el nuevo tanque se tendrían en cuenta todas las cualidades y los problemas existentes con los tanques en servicio con el ejército nacional, incluyendo el Panzer I y el T-26, y se combinarían una serie de características que lo convirtiesen en el mejor tanque ligero en servicio hasta el momento. Su tanque ligero ideal incluía un cañón de 45 mm, con 360 grados de desplazamiento y 72 de elevación. Al mismo tiempo, el vehículo iba a tener la silueta más baja posible, y no menos de 15 mm de blindaje en todo su alrededor y 30 mm en su frente. Además, el blindaje iba a estar inclinado para maximizar su eficiencia y posibilidades de que los proyectiles rebotasen en él. Con una velocidad máxima de 70 km/h, el tanque ligero sería impulsado por un motor de 120 CV. Además, la fiabilidad mecánica del vehículo mejoraba la de los tanques existentes en servicio con el ejército nacional. A pesar de los obstáculos iniciales, incluyendo la oposición a un programa de tanques autóctonos españoles del general alemán Wilhelm Ritter von Thoma, el primer prototipo fue entregado a finales de 1938; este prototipo fue construido a partir de piezas de repuesto tomadas de una serie de tanques diferentes. El prototipo tuvo un buen comportamiento en las pruebas y se encargó un nuevo prototipo.

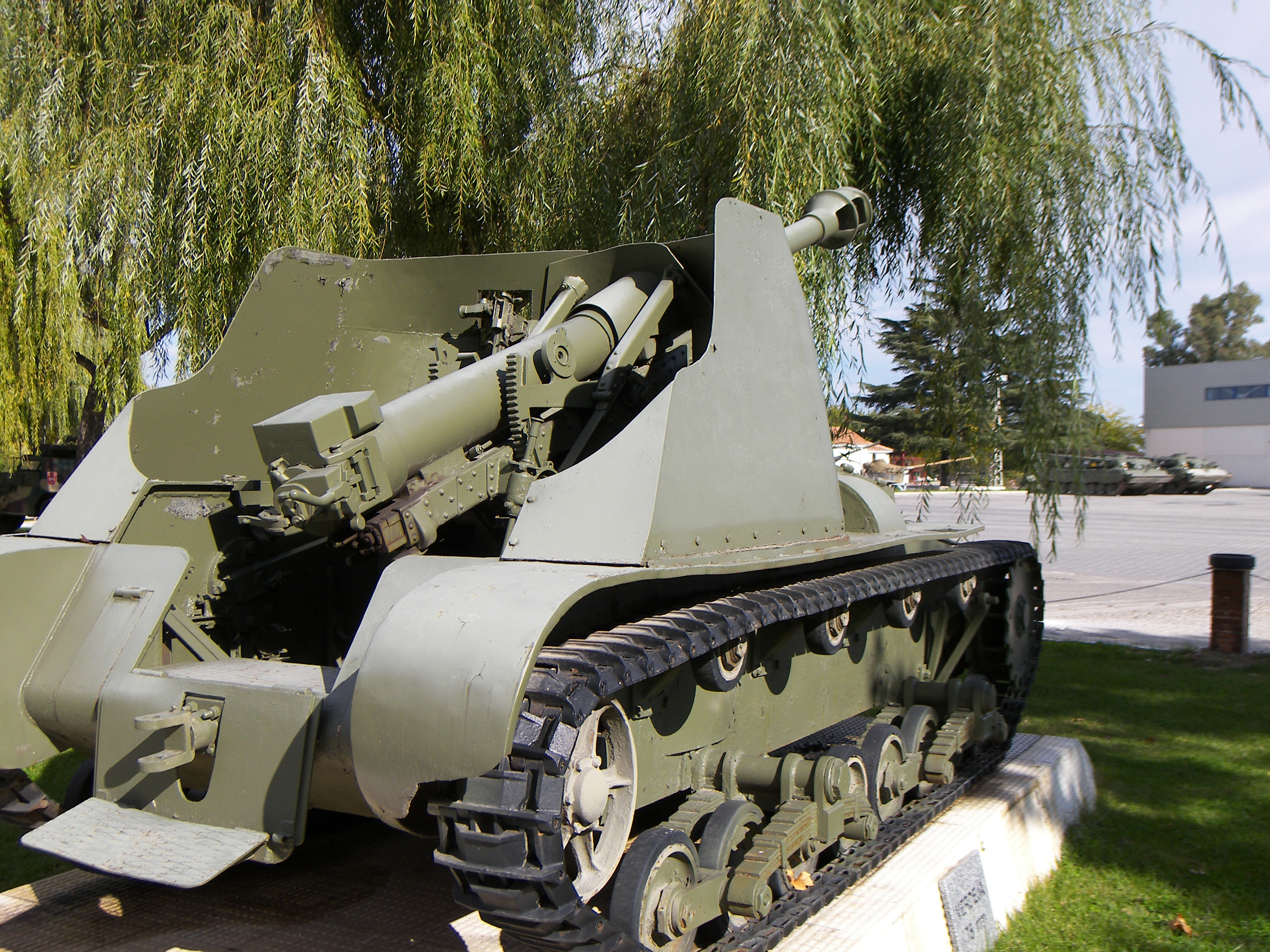
Obús autopropulsado Verdeja de 75 mm.

El nuevo prototipo estaba mucho más cerca de lo que el capitán Verdeja había planeado originalmente. El chasis había sido ampliado y el motor se movió hacia el lado izquierdo del compartimiento frontal del casco. El volumen de los depósitos de combustible y el grosor del blindaje también se incrementó, mientras que la altura de la torreta se redujo en pendiente por ambos lados. Una de las características del tanque más inusuales (para la época) eran las orugas, diseñadas para eliminar la posibilidad de que se deslizasen cuando el tanque estaba en movimiento. El tanque tenía una rueda dentada en la parte delantera del casco, a cada lado, y un tensor en la parte trasera. Las orugas eran guiadas por cuatro rodillos de retorno y cuatro ruedas de rodaje. Las orugas habían sido previamente probadas en el prototipo original y fueron diseñadas para encajar en todo el sistema de rodaje, y por lo tanto encajaban en su lugar, evitando la posibilidad de deslizamientos. La construcción del prototipo fue aplazada hasta mayo de 1940 por la escasez de fondos.
El prototipo fue denominado Verdeja 1 y entregado al campo de pruebas de Carabanchel, donde compitió contra un T-26B en una serie de pruebas. En última instancia, el Verdeja anotó un total de 243 puntos, en comparación con los 205 conseguidos por el T-26. La prueba culminó en una serie de modificaciones realizadas para el tanque, incluyendo la elevación de la suspensión para permitir que el tanque salvara obstáculos más altos, el aumento del grosor del blindaje y de la anchura del tanque y la creación de un espacio vacío en la parte trasera para permitir la futura instalación de una radio. Después de dos meses de trabajos, el Verdeja I fue sometido de nuevo a prueba y esta vez anotó un total de 261,98 puntos. Aunque el éxito del tanque convenció al Gobierno español a emitir una orden para la construcción de 1000 tanques en 10 tandas de 100, en última instancia la falta de incentivos para el desarrollo de la industria relacionados con la construcción de estos, la mala situación económica tras la guerra civil española y la falta de clientes extranjeros hizo que todo el programa de producción se colapsase poco después.
A medida que el Verdeja entraba en un programa de disolución, el capitán Verdeja comenzó a diseñar un sucesor, teniendo en cuenta las lecciones aprendidas durante las campañas de apertura de la Segunda Guerra Mundial. En el nuevo diseño aparece un compartimiento del motor reorganizado en la parte trasera del chasis, lo que significa mover la rueda dentada de la parte trasera también. El traslado de la ubicación del motor mejora la refrigeración del motor del vehículo y de la cámara de combate, así como permite mover la torreta hacia adelante. El blindaje del vehículo también se incrementó sustancialmente. Este nuevo tanque no fue aprobado para su producción y desarrollo debido a la continua postergación de la producción del Verdeja 1, y por razones que incluyen ofertas por parte del Gobierno alemán para suministrar el motor del Panzer IV para el Verdeja 1. Aunque la producción del nuevo vehículo empezó finalmente en 1942, no fue hasta agosto de 1944 que el prototipo del Verdeja 2 fue entregado. La compra de una serie de blindados alemanes retrasó la decisión de iniciar la producción del Verdeja 2, y en última instancia el vehículo fue dejado intacto hasta 1950, cuando hubo un intento fallido de montar un nuevo motor. El único prototipo del Verdeja-2 se conserva en el Museo de la Academia de Infantería de Toledo.
|                  | Verdeja 1      | Verdeja 2      | Verdeja 75 mm | T-26B          | Panzer I Ausf. B              | Panzer IV Ausf. H |
| ---------------- | -------------- | -------------- | ------------- | -------------- | ----------------------------- | ----------------- |
| Peso             | 6,5 t          | 10,9 t         | 6,5 t         | 9,4 t          | 5,4 t                         | 25 t              |
| Armas            | Cañón de 45 mm | Cañón de 45 mm | Obús de 75 mm | Cañón de 45 mm | Dos ametralladoras de 7,92 mm | Cañón de 75 mm    |
| Munición         | 72 disparos    | 146 disparos   | 32 disparos   | 122 disparos   | 2.250 disparos                | 87 disparos       |
| Autonomía        | 220 km         | 220 km         | 220 km        | 175 km         | 200 km                        | 200 km            |
| Velocidad máxima | 44 km/h        | 46 km/h        | 44 km/h       | 31,1 km/h      | 50 km/h                       | 42 km/h           |
| Blindaje         | 7–25 mm        | 10–40 mm       | 7–25 mm       | 7–16 mm        | 7–13 mm                       | 80 mm             |

A partir de 1945, el ahora comandante Verdeja recibió la orden de diseñar una pieza de artillería de un obús de tiro rápido de 75 mm L/40 diseñado por la Sociedad Española de Construcción Naval, basado en el chasis de un Verdeja. El techo del chasis y la pared trasera se eliminaron y en su lugar se colocó un escudo blindado en la parte frontal. Un freno mecánico se instaló al lado del piñón de la rueda para detener el movimiento hacia atrás de la pieza de artillería durante el proceso de disparo. La disponibilidad de las piezas necesarias y la ausencia de cambios complicados significaron que el vehículo fue preparado de forma rápida y ampliamente probado. El destino de la pieza autopropulsada fue muy similar al del Verdeja 2, y el vehículo fue dejado intacto en el campo de pruebas de Carabanchel hasta 1973, cuando fue trasladado a la base Alfonso XIII de Sevilla, sede por entonces del Regimiento de Infantería Mecanizada Wad Ras n.º 55. Se trasladó pronto a otra base y finalmente fue entregado a la base de El Goloso, en las afueras de Madrid, para formar parte del museo de vehículos blindados.

### Blindados alemanes en servicio con el ejército español

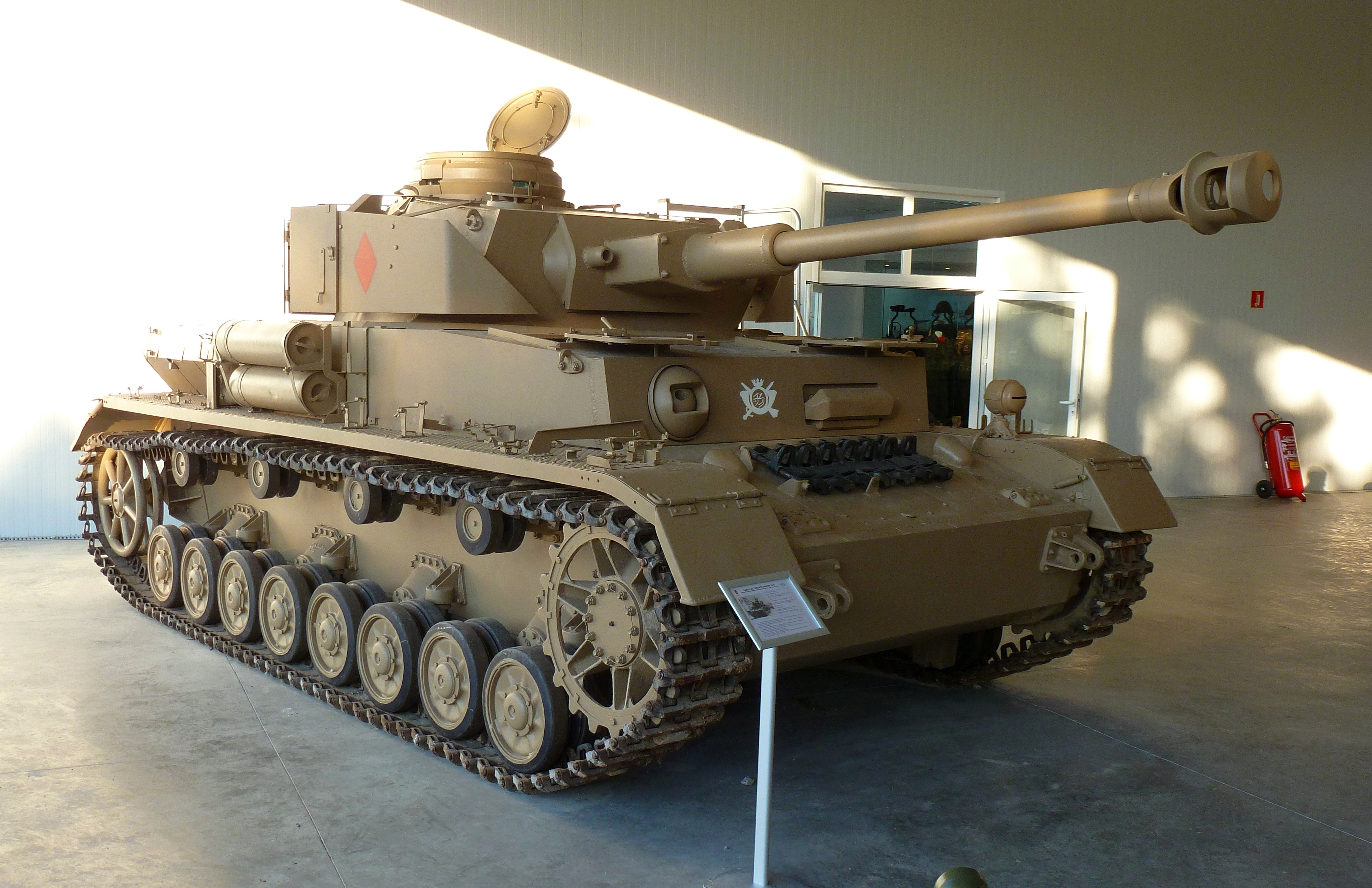
Panzer IV Ausf. H pintado en el color con el que llegaron estos vehículos a España, el Dunkelgelb (amarillo oscuro), RAL 7028. Las insignias corresponden al Regimiento de Carros de Combate «Alcázar de Toledo» n.º 61, una de las unidades a las que fueron asignados.

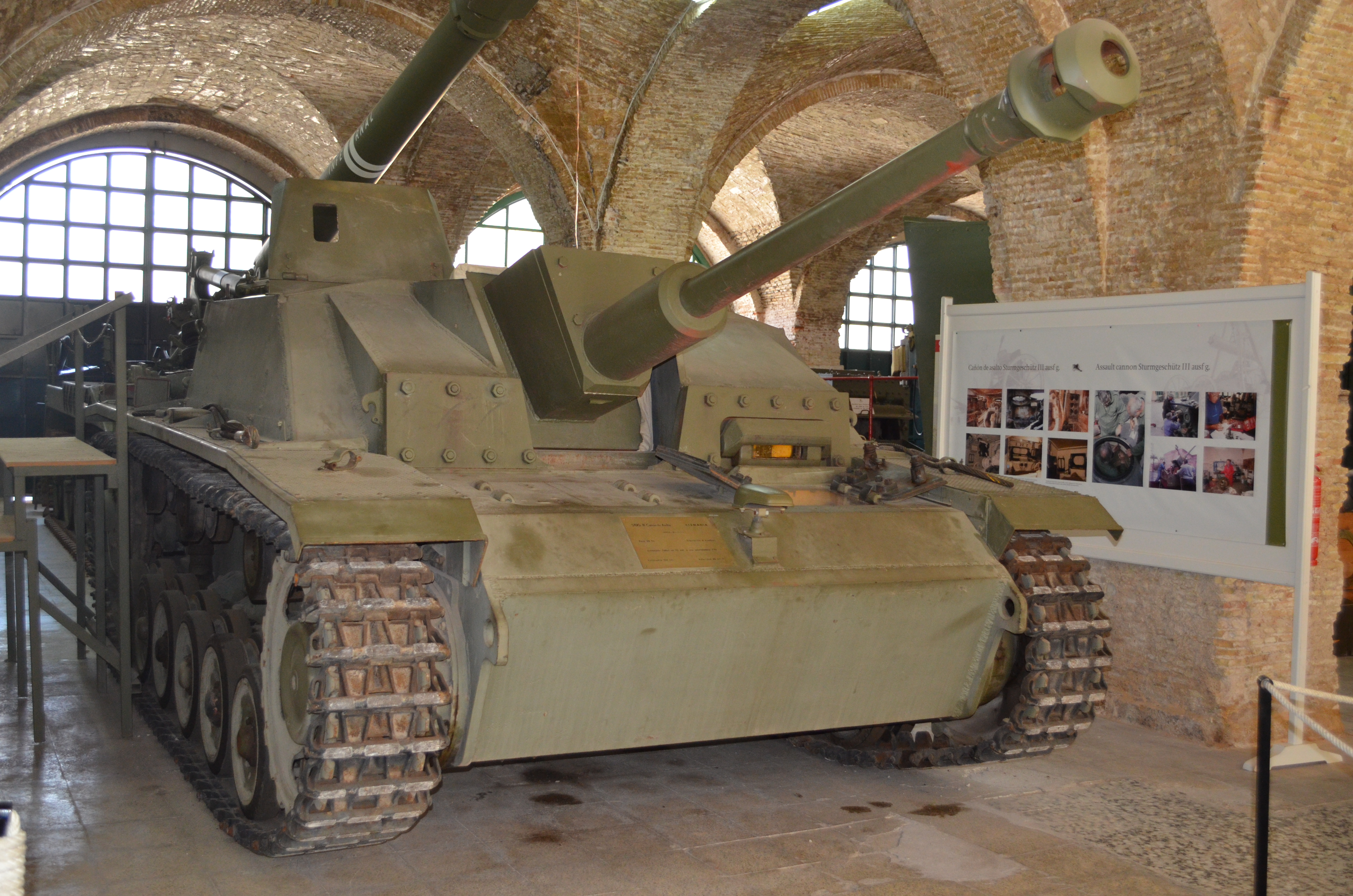
Stug III modelo G del Ejército Español completamente restaurado en el museo de Cartagena. Se recibieron 10 unidades. Estuvieron en servicio en España desde 1943 hasta 1954, siendo sustituidos por material americano.

En 1943, el Ejército y el Gobierno decidieron sustituir gran parte de los blindados españoles, dado que los tanques de los que se disponía, los Panzer I y los T-26, se habían quedado obsoletos en comparación con los tanques más modernos, tales como los soviéticos T-34 y los alemanes Panther. Como resultado, el 15 de marzo de 1943 España comenzó a negociar con la Wehrmacht las alternativas de adquisición y fechas de entrega de las piezas de este plan, conocido como «Programa Bär» (oso). La petición original solicitaba 250 Panzer III y 100 Panzer IV. Alemania denegó la petición, puesto que necesitaba el material para sus propias fuerzas y se hallaba en plena guerra, y ofreció en su lugar la venta de tan solo 20 Panzer IV Ausf. H, Sd.Kfz. 161/2, aparte de 10 cañones de asalto Sturmgeschütz III (StuG III) Ausf. G, Sd.Kfz. 142/1, y otros materiales, principalmente piezas de artillería (de campaña, antitanque y antiaérea). El 29 de abril España aceptó la oferta. El Panzer IV Ausf. H supuso un gran salto para el Ejército, ya que era un tanque muy fiable y que contaba con un potente cañón de 75 mm KwK 40 y un blindaje que comprendía una plancha de acero homogénea de 80 mm en el glacis, pero una cantidad tan sumamente reducida de piezas no cubría las necesidades de España, por lo que al poco tiempo, en enero de 1944, el Gobierno comenzó nuevas negociaciones con Alemania para adquirir vehículos adicionales («Programa Ankara»). Esta vez las negociaciones giraron en torno a la venta de 33 Panzer IV, tres de los cuales serían de la versión de mando, y posteriormente se hizo una propuesta por 67 Panzer IV más. España incluso llegó a sugerir la venta de cierta cantidad de Panzer VI Tiger, aunque esta propuesta nunca trascendió a algo serio. En cualquier caso, el programa para adquirir los 100 nuevos Panzer IV jamás llegó a materializarse, pues al poco de comenzar las negociaciones los aliados desembarcaron en Normandía y se cortaron las comunicaciones entre España y Alemania.
Los primeros 18 Panzer IV llegaron por ferrocarril a la Estación de Irún el 6 de diciembre de 1943. Todos los tanques de este modelo fueron asignados a la recién constituida División Acorazada n.º 1 (más tarde designada División Acorazada «Brunete» n.º 1), y fueron repartidos entre el Regimiento de Carros de Combate «Alcázar de Toledo» n.º 61, de Canillejas, y el Regimiento de Carros de Combate «Brunete» n.º 62, de Sevilla, en cada uno de los cuales dotaron una compañía de 10 carros, uno de mando y tres secciones de carros de línea. En 1949 fue disuelto el RCC «Brunete» n.º 62 y sus tanques pasaron al RCC «Alcázar de Toledo» n.º 61, que de este modo reunió en su III Batallón, de dos compañías, todos los Panzer IV españoles. En 1957 fueron traspasados a unidades de caballería, en concreto al Regimiento de Dragones de Santiago n.º 1, Regimiento de Caballería Acorazado «Almansa» n.º 5 y Regimiento de Caballería Ligero Acorazado «Farnesio» n.º 12. Finalmente, en 1965 fueron vendidos 17 a Siria y dos años más tarde, en junio de 1967, participaron en la guerra de los Seis Días contra Israel, combatiendo en los Altos del Golán. Los tres que quedaron en España se conservan en Burgos (Acuartelamiento "Diego Porcelos"), Madrid (Museo de Medios Acorazados de la Base de El Goloso) y Santovenia de Pisuerga, Valladolid (Base Militar "El Empecinado").
Al final de la Segunda Guerra Mundial, el E. T. contaba con una fuerza de tanques compuesta por 20 Panzer IV, 116 T-26, 84 Panzer I (incluyendo vehículos de mando), 60  CV-33/35 y 8 Renault FT-17 . El parque acorazado se completaba con 10 cañones de asalto Sturmgeschütz III y 90 coches blindados. En 1949 el regimiento de blindados fue reorganizado en dos batallones de 60 T-26, cada uno de ellos con dos Panzer I de mando, seis Panzer I de combate y dos CV-33 de reconocimiento. Un tercer batallón se componía de 20 Panzer IV, más 6 Panzer I. Se estima que el regimiento lo componían 1.500 hombres y 100 tanques.

## La ayuda militar norteamericana: 1954–1970

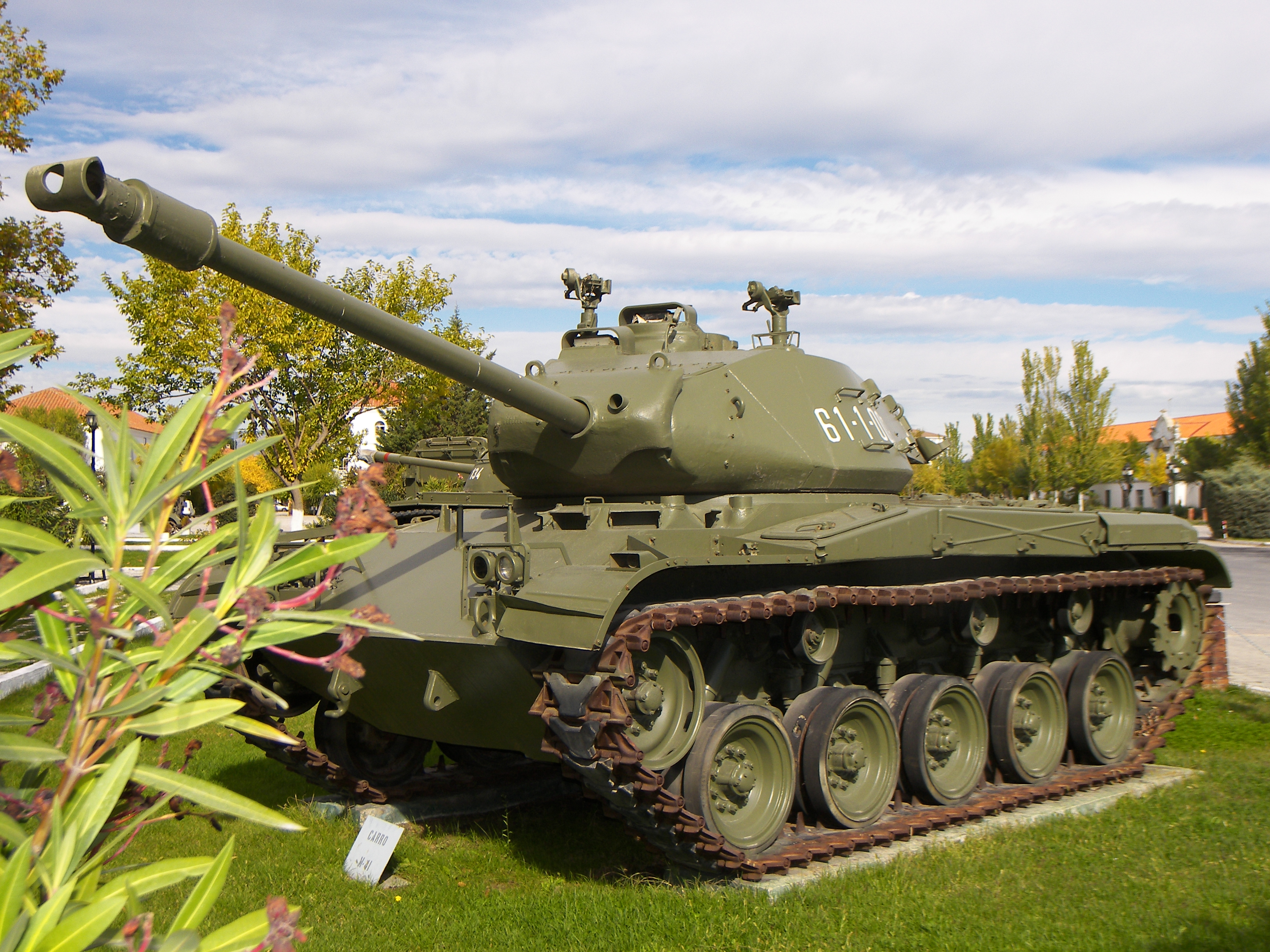
Un M-41 en el museo de El Goloso.

Al entrar en la década de los 50, el estado de los carros de combate del ejército era cada vez más precario por la falta de la necesaria renovación. 
El comienzo de la Guerra Fría permitió un gradual acercamiento entre España y los Estados Unidos, que culminó en los Pactos de Madrid de 1953, en cuya negociación participaron altos cargos del Ejército. A cambio de reconocimiento y de ayuda económica y militar, España cedió el uso de instalaciones españolas para su utilización por parte de la Armada y la Fuerza Aérea estadounidenses. El Ejército de Tierra recibió carros de combate, vehículos y otros tipos de equipo y armamento con los que reemplazar los escasos, desgastados y ya desfasados equipos adquiridos durante la Guerra Civil, y muchos de sus mandos tuvieron la oportunidad de asistir a distintos tipos de cursos de capacitación estadounidenses. En resumen, por el tratado con EEUU se recibieron carros de combate M47 Patton, M48 Patton, M24 Chaffee y M41 Walker Bulldog; cañones M-1A3; obuses M101, M114 y M37; semiorugas M3 y vehículos M4.

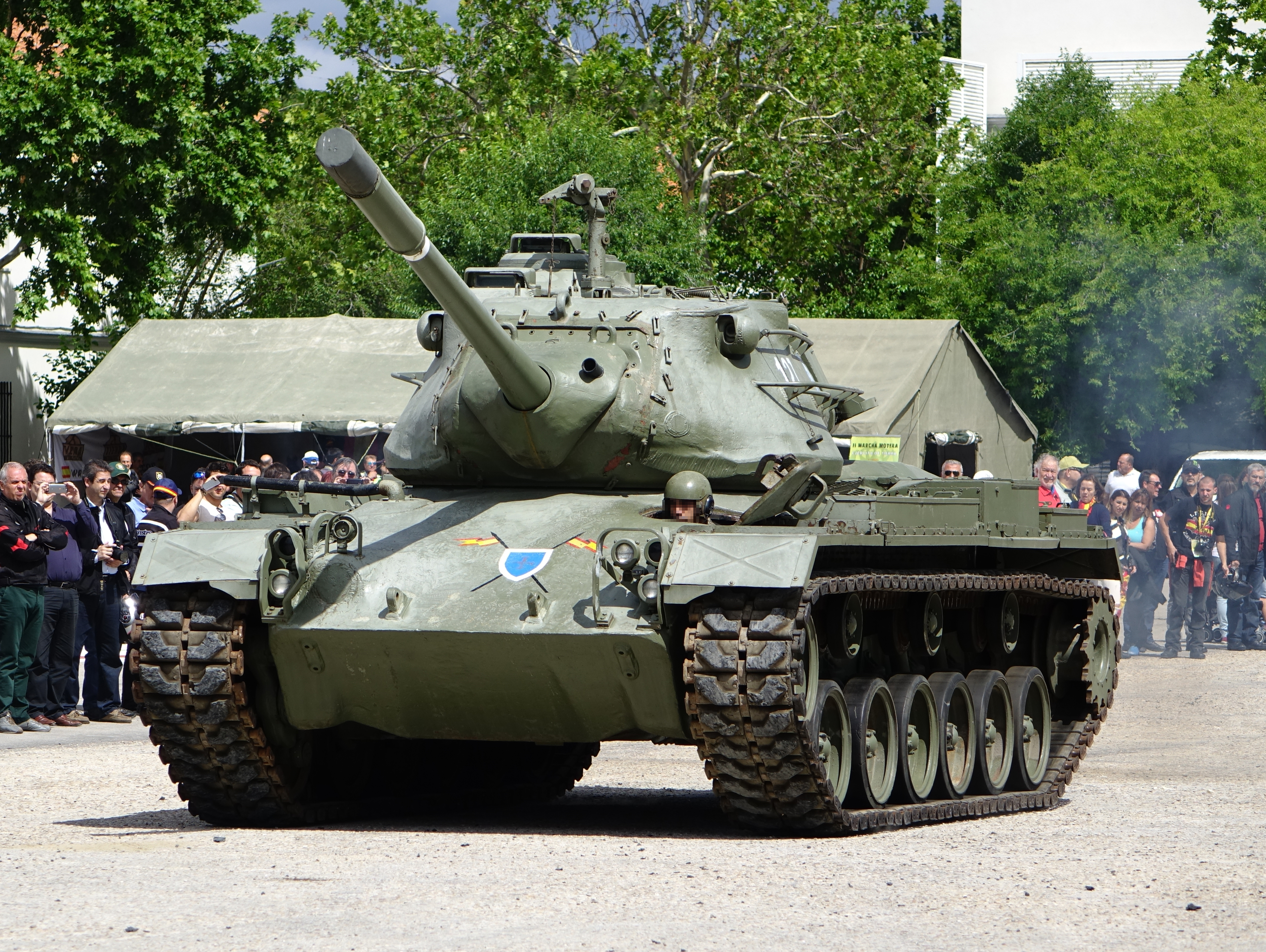
A pesar de haberse quedado absolutamente obsoletos, no sirviendo prácticamente más que para instrucción, los M-47 fueron durante décadas los carros más numerosos del arsenal español. En la imagen un ejemplar de la versión modernizada M-47E1 con el escudo del desaparecido Regimiento de Caballería «Calatrava».

La composición de las fuerzas blindadas de España permaneció sin cambios hasta febrero de 1954, cuando Estados Unidos entregó los primeros 12 tanques M-47 Patton, como resultado del Programa de Ayuda Mutua (Mutual Assistance Program, MAP) que había firmado con España el año anterior. En 1957, el Ejército contaba con 29 tanques M-47, y en el transcurso de la década de 1950 recibió un total de 389. Los tanques M-47 y M-48 fueron una importante modernización del armamento blindado del ejército español. Por ejemplo, mientras que el T-26 estaba armado con un cañón de 45 mm, los tanques americanos disponían de un cañón mucho más potente de 90 mm. Mientras que un Panzer IV (Ausf.G) 75 mm 7,5 cm KwK 40 podía penetrar 77 mm de blindaje de acero a 1.800 m (usando la Panzergranate 39), el M-47 (utilizando munición con ojiva HEAT M348) podía penetrar 190 mm con su cañón de 90 mm. Además, el blindaje del M-47 era de 110 mm de espesor en la placa del glacis y de 178 mm en la parte delantera de la torreta. España también recibió una serie de tanques ligeros M-41 Walker Bulldog. Fueron asignados al Regimiento de Caballería Ligero Acorazado Villaviciosa n.º 14, salvo cuatro que fueron al Regimiento de Infantería Acorazada «Alcázar de Toledo» n.º 61, en el que desempeñaron la función de tanques de reconocimiento.
Entre 1953 y 1968, el Ejército español recibió un total de 446 tanques medios (M-47 y M-48), 123 tanques ligeros (M-24 y M-41), así como 30 vehículos blindados de recuperación (M-74, basados en el M-4A3 Sherman). En 1970, los Estados Unidos acordaron extender el Programa de Ayuda Mutua por otros cinco años, enviando a España otros 17 M-41A3.

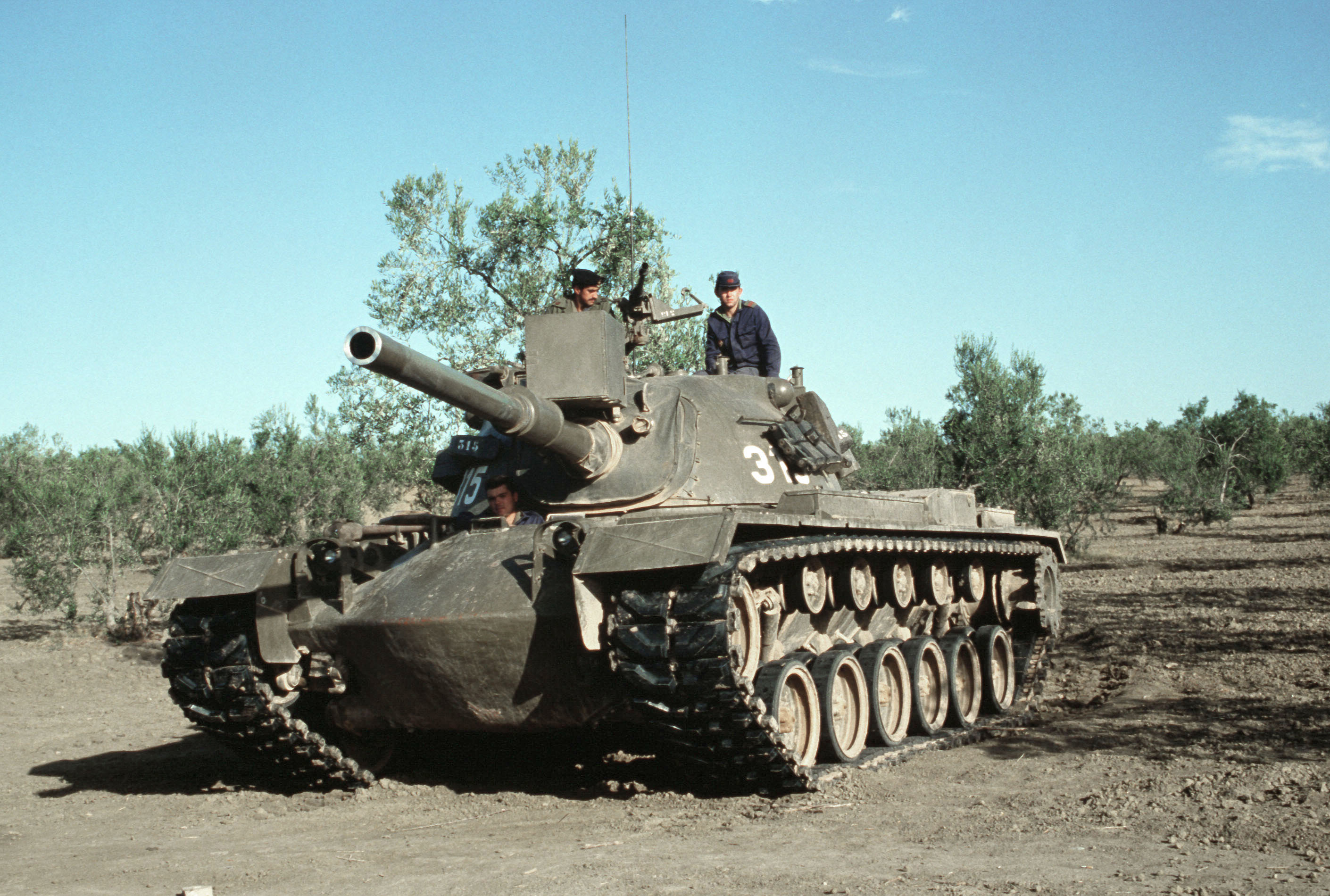
Un tanque medio M-48 participa en el ejercicio militar conjunto español-estadounidense CRISEX '83.

En cuanto al M-48, se recibieron inicialmente 48 en 1965, dentro del Programa de Ayuda Mutua. Entre 1971 y 1972 llegaron otros 62, de la versión M-48A1, pero estos ya comprados. A finales de los 70 se decidió modernizar la flota disponible (todos salvo 2 que se habían quemado), y además se adquirieron otros 54 que habían sido dados de baja en el Ejército alemán, de la versión M-48A2C, con el fin de someterlos también a la actualización. De este modo, al final del proceso el Ejército pudo contar con un total de 162 tanques M-48 modernizados a la versión M-48A5E, posteriormente mejorados a las versiones M-48A5E1 y A5E2.
Los vehículos recibidos se distribuyeron sobre la base de la reorganización de la División Acorazada Brunete llevada a cabo en 1965. Comprendía el Estado Mayor General, con sede en El Pardo, y el Núcleo de Tropas Divisionario. Este último estaba integrado por el Regimiento de Caballería Ligero Acorazado Villaviciosa n.º 14, el Regimiento de Artillería de Campaña, el Grupo de Artillería Antiaérea n.º 1, el Regimiento de Ingenieros n.º 1 y el Grupo Logístico Divisionario. También formaba parte de la división la Brigada de Infantería Mecanizada XI, que incluía al Regimiento de Infantería Mecanizada "Saboya" n.º 6, al Regimiento de Infantería Mecanizada Wad-Ras n.º 55, al Grupo de Artillería Autopropulsada XI, al Batallón de Ingenieros XI y al Grupo Logístico XI. El otro componente de la división era la Brigada de Infantería Acorazada XII, compuesta por el Regimiento de Infantería Acorazada «Alcázar de Toledo» n.º 61, el Regimiento de Infantería Mecanizada "Asturias" n.º 31, el Grupo de Artillería Autopropulsada XII, el Batallón de Ingenieros XII y el Grupo Logístico XII. La mayor parte de los blindados de la división se concentraba en el Regimiento «Alcázar de Toledo», que poseía un batallón de carros con 54 M-47 y otro con 48 M-48.

## Décadas finales de laGuerra Fría: 1970–1991

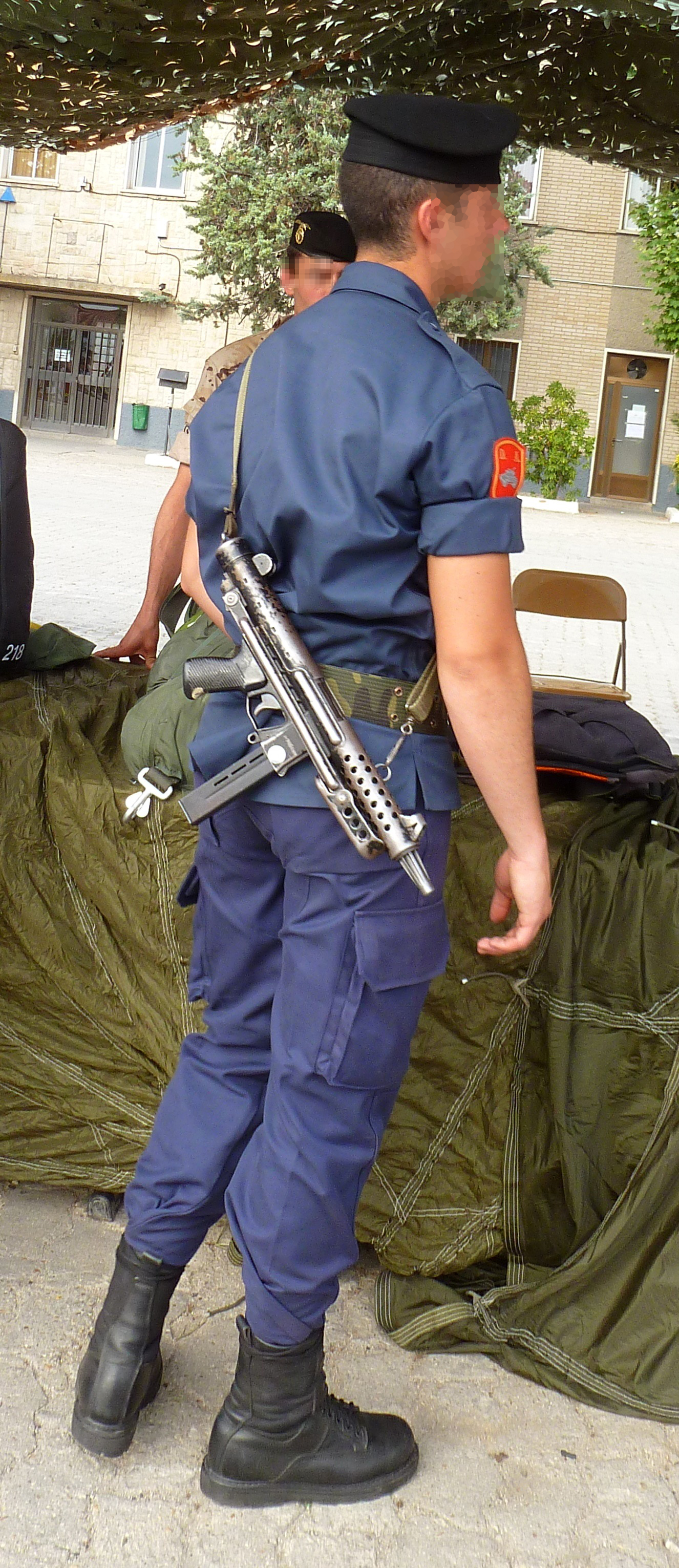
Uniforme azul Mahón modelo M-68, reglamentario para los carristas en los años 70, 80 y principios de los 90.

Las restricciones que impusieron los Estados Unidos sobre el uso de los materiales suministrados como ayuda militar a España durante la Guerra de Ifni, entre 1957 y 1958, impulsaron a España a buscar equipo alternativo que pudiera ser empleado libremente en caso de un conflicto en el norte de África.
A lo largo de la década de 1960, el Gobierno español se había acercado a los gobiernos de Francia y Alemania Occidental, con la esperanza de conseguir el AMX-30 o el Leopard 1, respectivamente. En última instancia, los alemanes se vieron imposibilitados de vender el Leopard 1 a causa de que su cañón L7A3 era de origen británico, y el Gobierno laborista de Harold Wilson había decidido no vender armas al régimen de Franco, como muestra de rechazo político (igualmente vetó la posible adquisición de fragatas clase Leander por la Armada).
Por el contrario, Francia, presidida por el general de Gaulle, se mostró más condescendiente, espoleada por la necesidad de conseguir exportaciones para el AMX-30, que estaba perdiendo concurso tras concurso frente al netamente superior Leopard 1. Por ello otorgó además amplias facilidades industriales, que permitieron que gran parte del tanque fuera fabricado en España bajo licencia. Como resultado, España y Francia acordaron en mayo de 1970 la venta de 19 tanques AMX-30, siendo entregados los seis primeros en noviembre de 1970. Uno de los carros quedó en la Península, en la Escuela de Aplicación de Caballería, y el resto fue enviado de inmediato al Sáhara, para integrarse en la recién creada Compañía de Carros de La Legión, conocida como "la Bakali", dentro del Tercio «Don Juan de Austria», 3.º de La Legión. A partir de 1974, España comenzó a fabricar su propia versión del AMX-30, denominada AMX-30E. La producción del primer lote de 180 tanques concluyó el 25 de junio de 1979, mientras que los 100 AMX-30E del segundo lote se fabricaron entre 1979 y 1983. Esto le dio al ejército español un total de 299 AMX-30E.

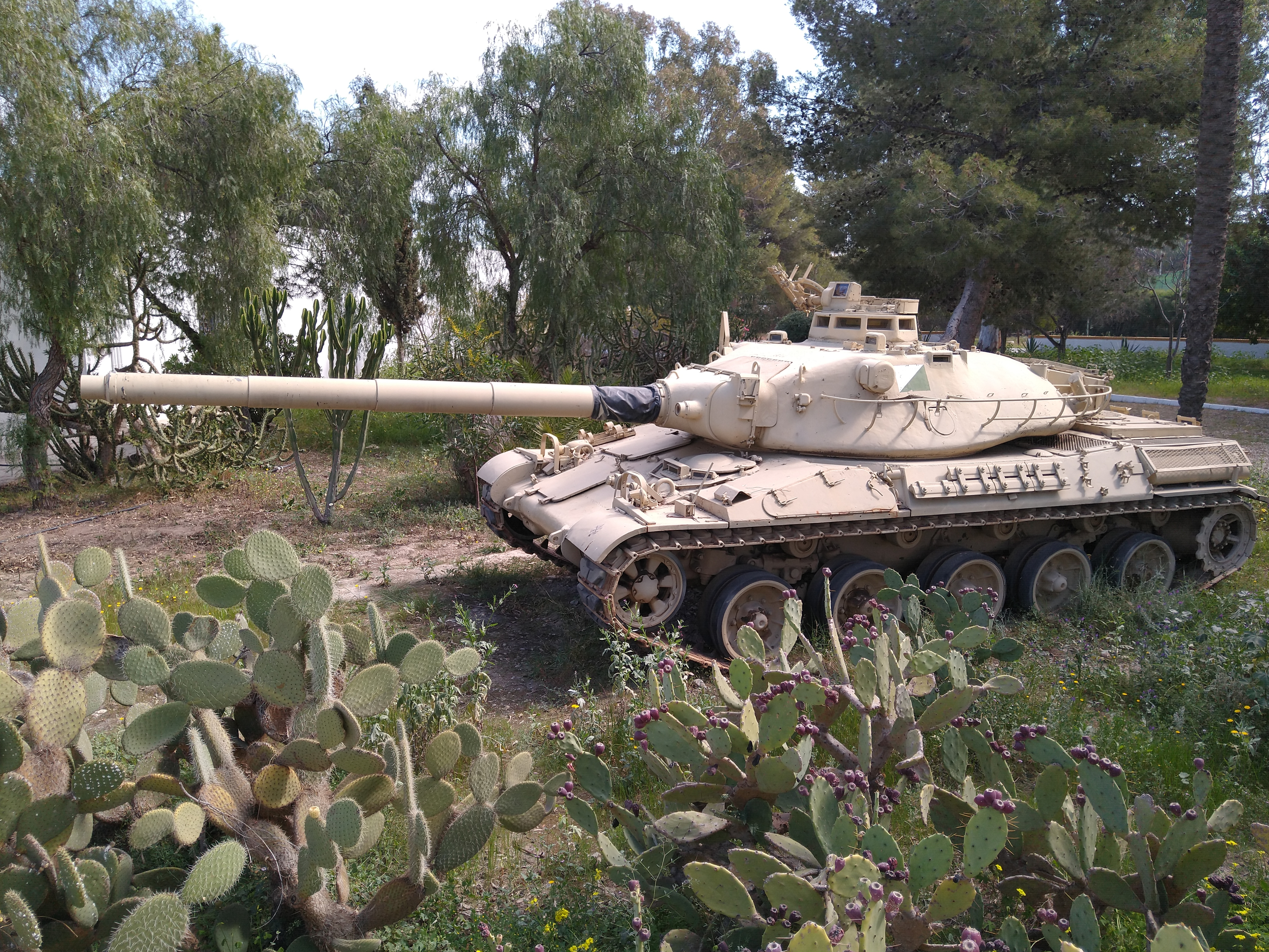
Un AMX-30E en la colección Museográfica de la Legión en Almería.

El AMX-30E fue armado con un cañón de 105 mm Modèle F1 y propulsado con un motor diésel HS-110 de 680 CV. Con un depósito de combustible de 970 litros, el tanque poseía una autonomía de 600 km y el combustible, en promedio, suficiente para 18 horas de viaje. El sistema de rodaje tenía una vida de por lo menos 500 km. Sin embargo, los nuevos tanques comenzaron a sufrir problemas mecánicos por la falta de fiabilidad del embrague y la caja de cambios. En consecuencia, el Ejército y Santa Bárbara Sistemas (fabricante del vehículo en España) empezaron a investigar una serie de modificaciones para mejorar el AMX-30. En ese momento, el Ejército español ya había iniciado la actualización de sus tanques M-47 y M-48 a los modelos  M-47E y M-48E, que los equiparó con el M60 Patton en parte de sus capacidades.
Mientras que el ejército estaba estudiando una posible modernización del nuevo AMX-30E de su flota, el Ministerio de Defensa español asignó 120.000 millones de pesetas para un futuro programa de tanques, que atrajo el interés de cinco empresas extranjeras. Una oferta fue realizada por la empresa alemana Krauss-Maffei para el tanque conocido como Lince, siempre sobre los más avanzados diseños técnicos. El tanque tendría un peso de 49 toneladas métricas y estaba equipado con un cañón Rheinmetall 120 mm. Se podría disparar esta arma en movimiento y apuntar a objetivos con eficacia en operaciones diurnas y nocturnas. Dotado con un motor de 1.200 CV, el Lince puede moverse a una velocidad tan alta como hasta 70 kilómetros por hora en carretera. Aunque basado en gran medida en el Leopard 2A4, el Lince era más pequeño y ligero, primando la movilidad sobre la protección. En concreto, el Lince posee mayor movilidad sobre el irregular terreno español. Además, las restricciones fueron impuestas debido al tamaño de las capacidades existentes de los ferrocarriles españoles y de su red de carreteras. La reducción del blindaje podía haber levantado recelos, dada la insatisfacción con el escaso grosor del AMX-30E, pero el hecho es que el Lince estaba diseñado con un blindaje de múltiples capas similar al de los alemanes Leopard 2A4, que hubiera proporcionado una mayor protección que un blindaje estándar de un peso similar. La protección se vio reforzada además por la torreta de perfil bajo, una vez más similar a la de los Leopard 2A4. A pesar de la oferta y a la colaboración permanente con los italianos, la inversión española en el programa del tanque Lince alemán-español alcanzó los 200.000 millones de pesetas (1,8 billones de dólares). Sin embargo, el Gobierno español no dio a conocer un ganador para el contrato. Esta indecisión llevó a Krauss-Maffei a congelar su candidatura para el Lince. Krauss-Maffei también citó la pérdida de millones de dólares debido a fallas por parte de la empresa Santa Bárbara Sistemas, que sería la encargada de fabricar el Lince. En 1987, el programa Lince fue suspendido por el Ministerio de Defensa, tomando en su lugar la decisión de modernizar la flota de AMX-30E. En última instancia, la recepción de una serie de tanques M-60, la modernización de los AMX-30E y los continuos problemas presupuestarios hicieron, finalmente, que el Ministerio de Defensa cancelara el programa del Lince.

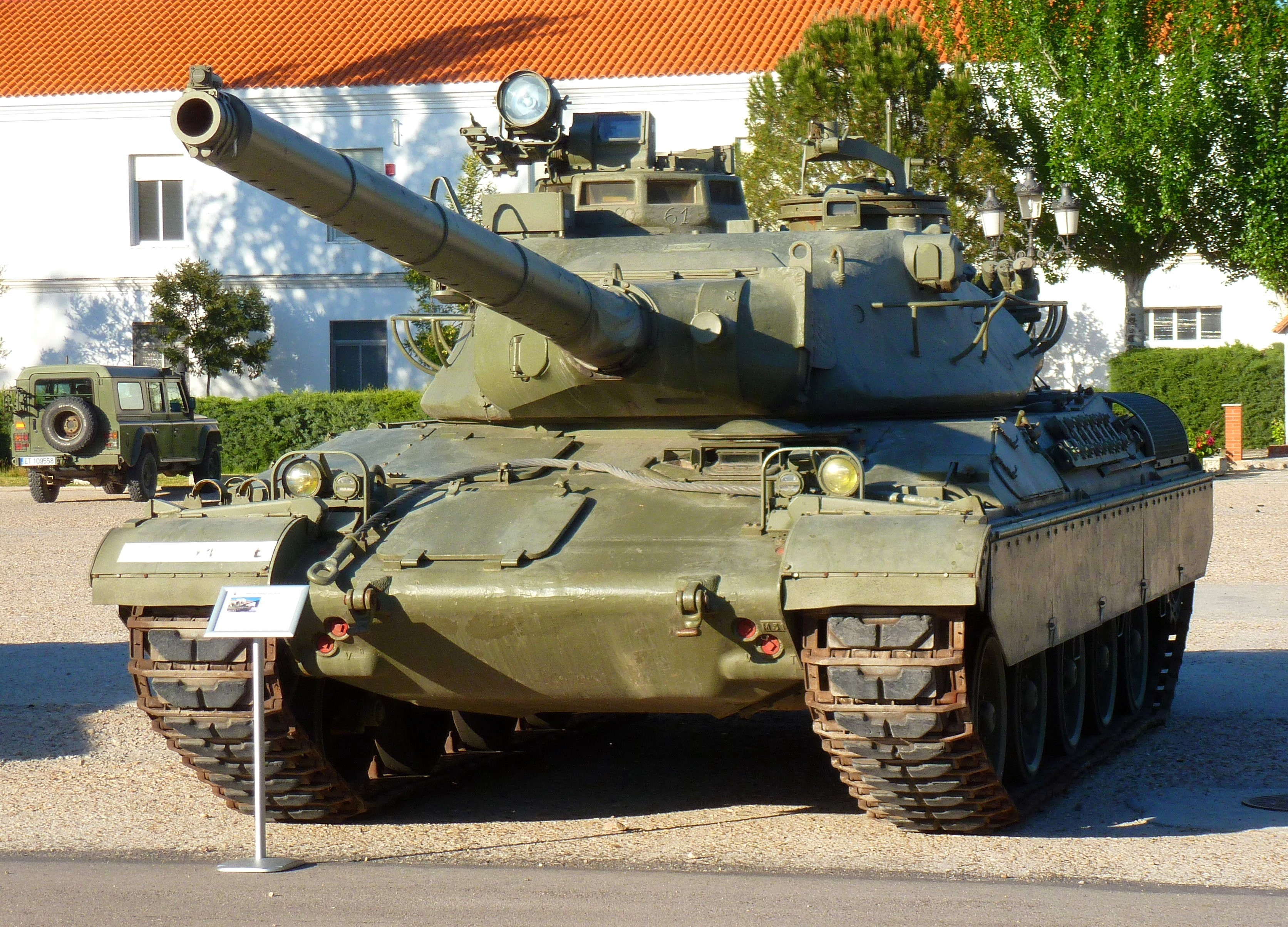
Un AMX-30EM2 exhibido en el Museo de Medios Acorazados de El Goloso.

Entre 1989 y 1993, 150 AMX-30E fueron modernizados al estándar AMX-30EM2. La modernización implicó la introducción de nueva munición perforadora AP de blindaje descartando los proyectiles Sabot, la modificación de la escotilla de la torreta para permitir la instalación de una ametralladora antiaérea más grande, y un nuevo sistema de control de incendios. Además de estas modernizaciones de poder de fuego del tanque, se mejora su movilidad a través del intercambio del viejo motor y la transmisión a los más fiables Ka-501 diésel del fabricante alemán de motores MTU Friedrichshafen, con una potencia de 850 CV, junto con el sistema de transmisión LSG-3000 de la empresa alemana ZF Friedrichshafen. También se instaló un nuevo generador de humo, vinculado al nuevo motor del tanque. Los otros 149 AMX-30E derivaron, a través de una modificación menos costosa y extensa, en el modelo conocido como AMX-30ER1. Aunque estos recibieron de la empresa estadounidense Allison una transmisión CD-850-6A de tres velocidades (dos adelante y una atrás), la nueva transmisión causaba un extenso sobrecalentamiento en el compartimiento del motor. Estos 149 AMX-30ER1 finalmente serían reemplazados por tanques M-60, recibidos de los Estados Unidos a principios de los años 90.

## El Ejército español moderno: 1992–presente

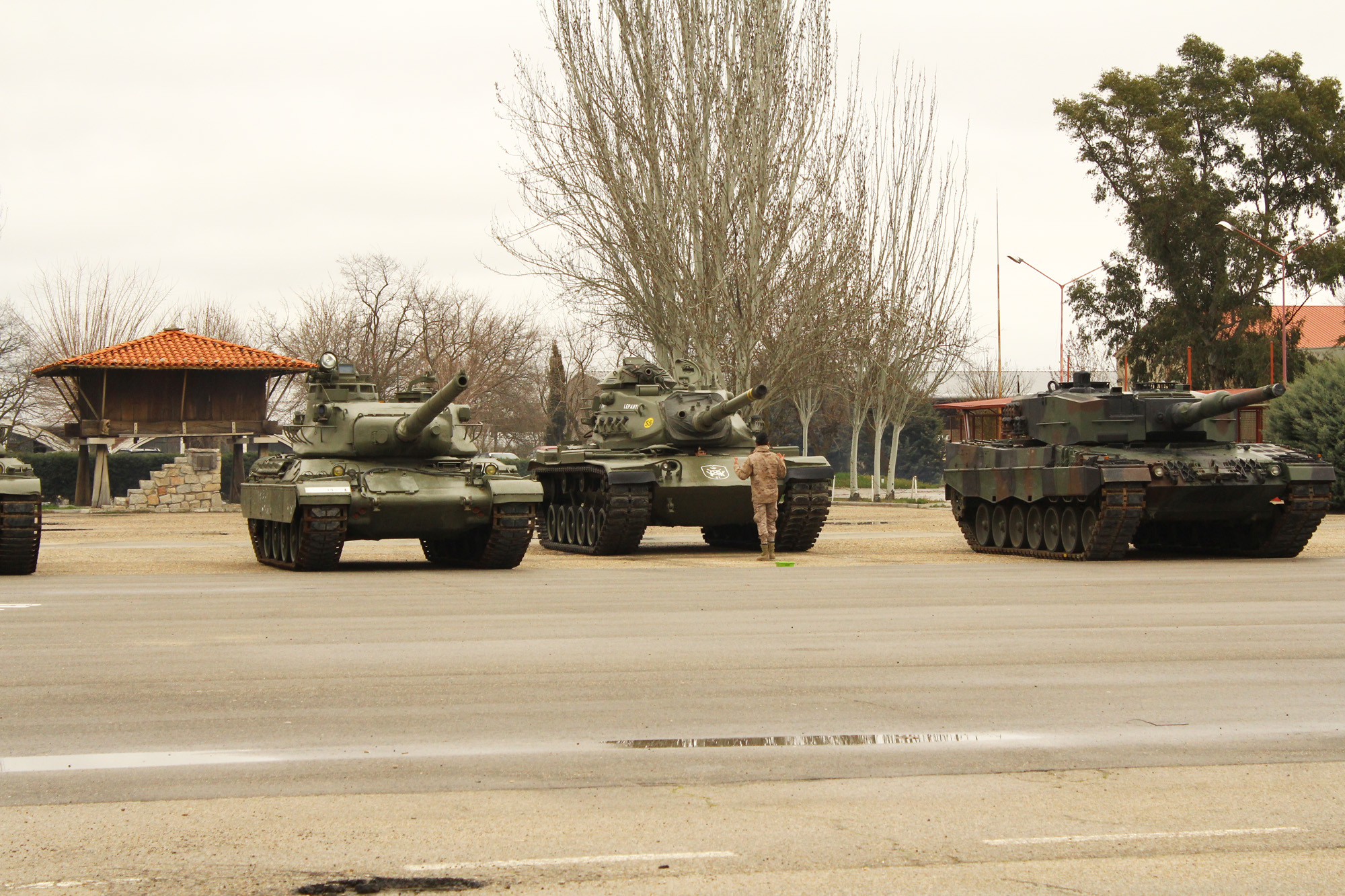
De izquierda a derecha: un tanque AMX-30E, un tanque M60 Patton y un tanque Leopard 2A4 en el Museo de Unidades Acorazadas de El Goloso.

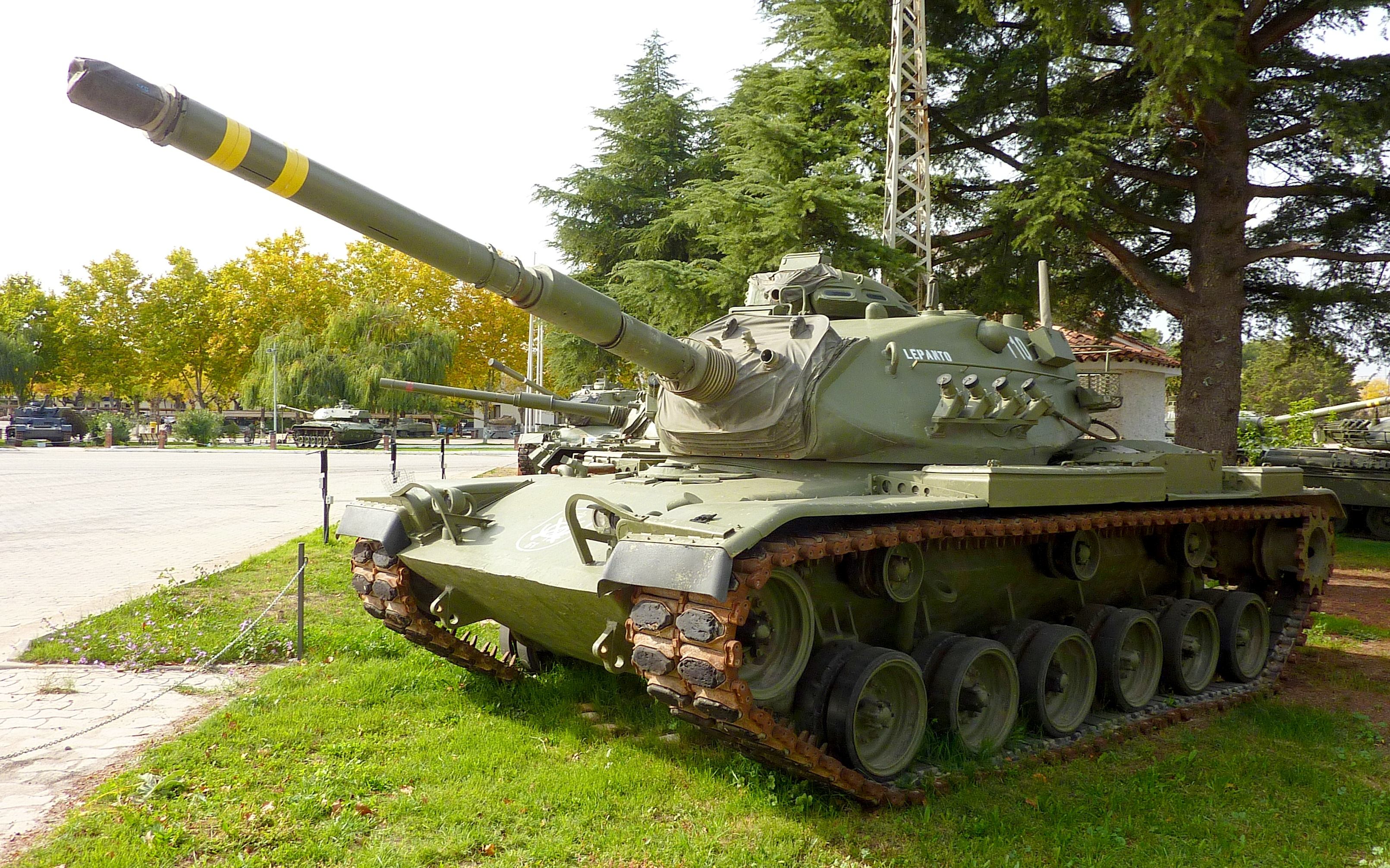
Los M-60 tuvieron un paso fugaz por el Ejército español, debido al mal estado en que llegaron y a la falta de un programa de modernización ante el cambio de criterio del Gobierno, que optó finalmente por adquirir tanques de nueva construcción, los Leopard 2. En la foto un M-60A3 TTS en el museo de El Goloso.

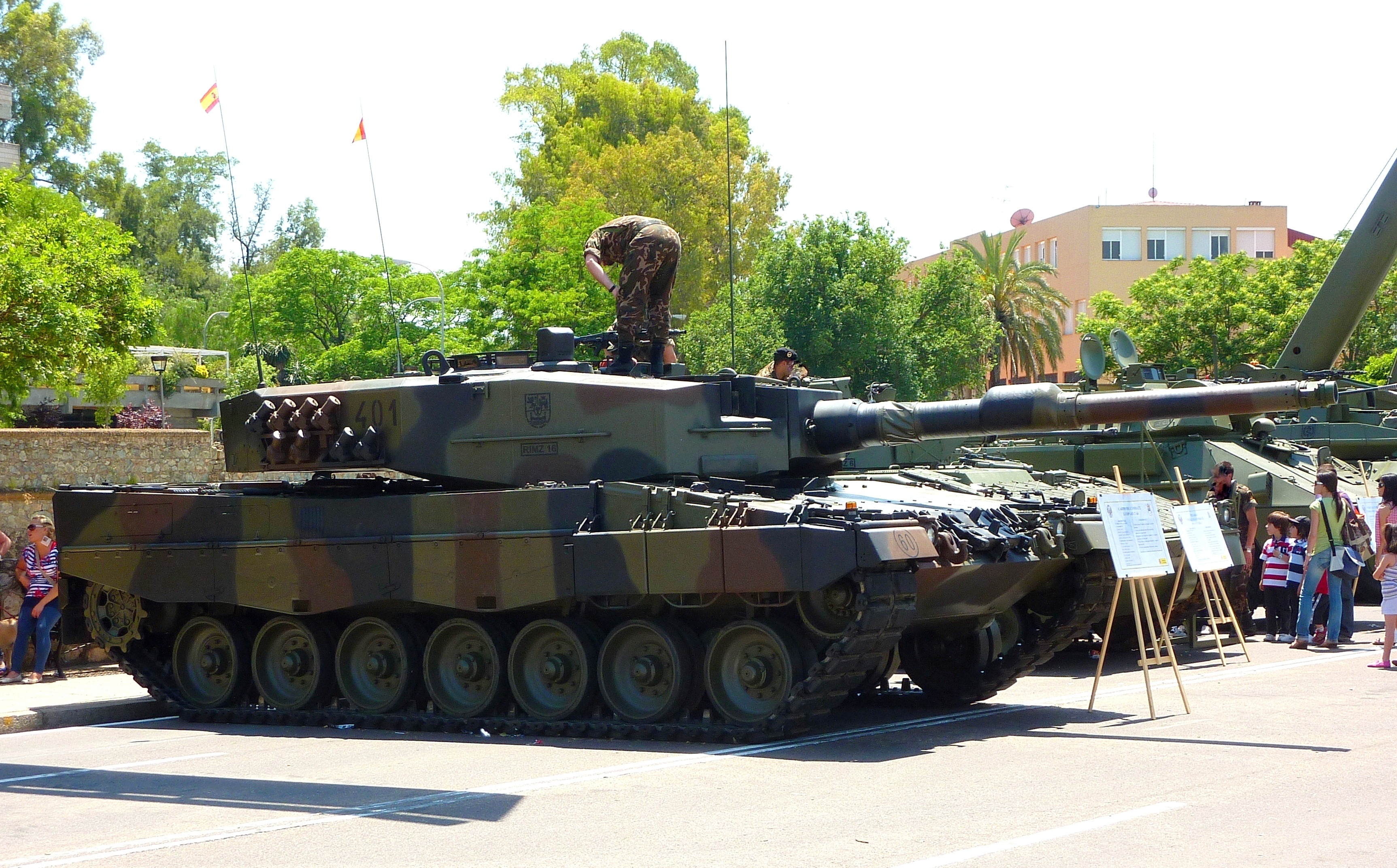
Leopard 2A4 de la Brigada de Infantería Mecanizada «Extremadura» XI en 2010. España alquiló inicialmente 108 Leopard 2A4 en 1995 a Alemania. El contrato de arrendamiento se prorrogó de 2001 a 2005. Posteriormente, los compró por 15 millones de euros.

Para reemplazar la flota de M-47, M-48 y AMX-30ER1, España recibió entre 1992 y 1993 260 carros de combate estadounidenses M-60A3 y M-60A3 TTS (Tank Thermal Sight, Visor Térmico de Carro, denominados así por ir equipados con una cámara térmica AN/VSG-2), 16 de ellos para la Infantería de Marina, que estaban siendo retirados de la Europa Central en cumplimiento del Tratado de las Fuerzas Armadas Convencionales en Europa (FACE), además de otros 50 de la versión A1, los cuales fueron puestos en servicio a partir de 1992. La previsión era haber recibido 110 M-60A1 más, pero cuando llegaron los primeros y se vio el mal estado en el que se encontraban, se renunció finalmente a ellos. El Ejército estadounidense los cedió gratuitamente, al igual que a otros países de la OTAN, como Grecia y Turquía, que recibieron cantidades muy superiores, pero en unas condiciones que dejaban mucho que desear, pues eran vehículos que ya entonces tenían muchos años encima y además la mayoría de ellos no procedían de unidades operativas, sino de depósitos, en los que habían estado almacenados desde hacía mucho tiempo. Por si fuera poco, la cesión no incluía los equipos, gran parte de los cuales les fueron desmontados antes de la entrega, puesto que las condiciones de esta simplemente establecían que los carros fueran capaces de "desplazarse, girar la torreta y disparar". Dada esa situación, en un primer momento se pensó aplicarles el programa de modernización que se había llevado a cabo en los AMX-30EM2, que comprendía un sistema de control de fuego digital Hughes/ENOSA Mk.9 A/D, cámara termográfica ENOSA y motor diésel MTU 833 con transmisión automática ZF LSG 3000. Sin embargo, la aprobación del programa para adquirir los Leopard 2 supuso la cancelación de dichos planes. Los 50 de la versión A1 son los únicos que permanecen en servicio, transformados 38 de ellos en vehículos de combate de zapadores Alacrán (M-60 CZ 10/25E) y los otros 12 en carros lanzapuentes (M-60 VLPD 26/70E).
Lamentablemente, eso no representó una gran mejora para la flota existente y, como resultado, a principios de 1994 el Gobierno español empieza a negociar buscando el futuro tanque español, el que reemplazaría a los M-60. Aunque los alemanes ofrecieron a España un excedente de tanques Leopard 1 y equipos soviéticos incorporados al Ejército alemán (Heer) después de la Reunificación alemana, el Gobierno español rechazó esas ofertas y presionó por conseguir el Leopard 2, conocido como el Leopardo 2E en el Ejército español. El alcance del programa se extendió a la integración de 108 Leopard 2A4, que se arrendaron a España a finales de 1995. Además de la adquisición, el Programa Coraza estaba destinado a preparar al Ejército desde el punto de vista logístico para la introducción del nuevo material. Los Leopard 2A4 fueron cedidos en principio por un periodo de cinco años, para ir formando a las tripulaciones y al personal de mantenimiento hasta que comenzaran las entregas de los Leopardo 2E. Una modificación posterior extendió la cesión hasta 2016, momento en que los tanques pasarían a ser propiedad de España, aunque hubo un nuevo cambio y finalmente en enero de 2006 fueron adquiridos de forma definitiva al Ejército alemán por 15.124.014 euros.

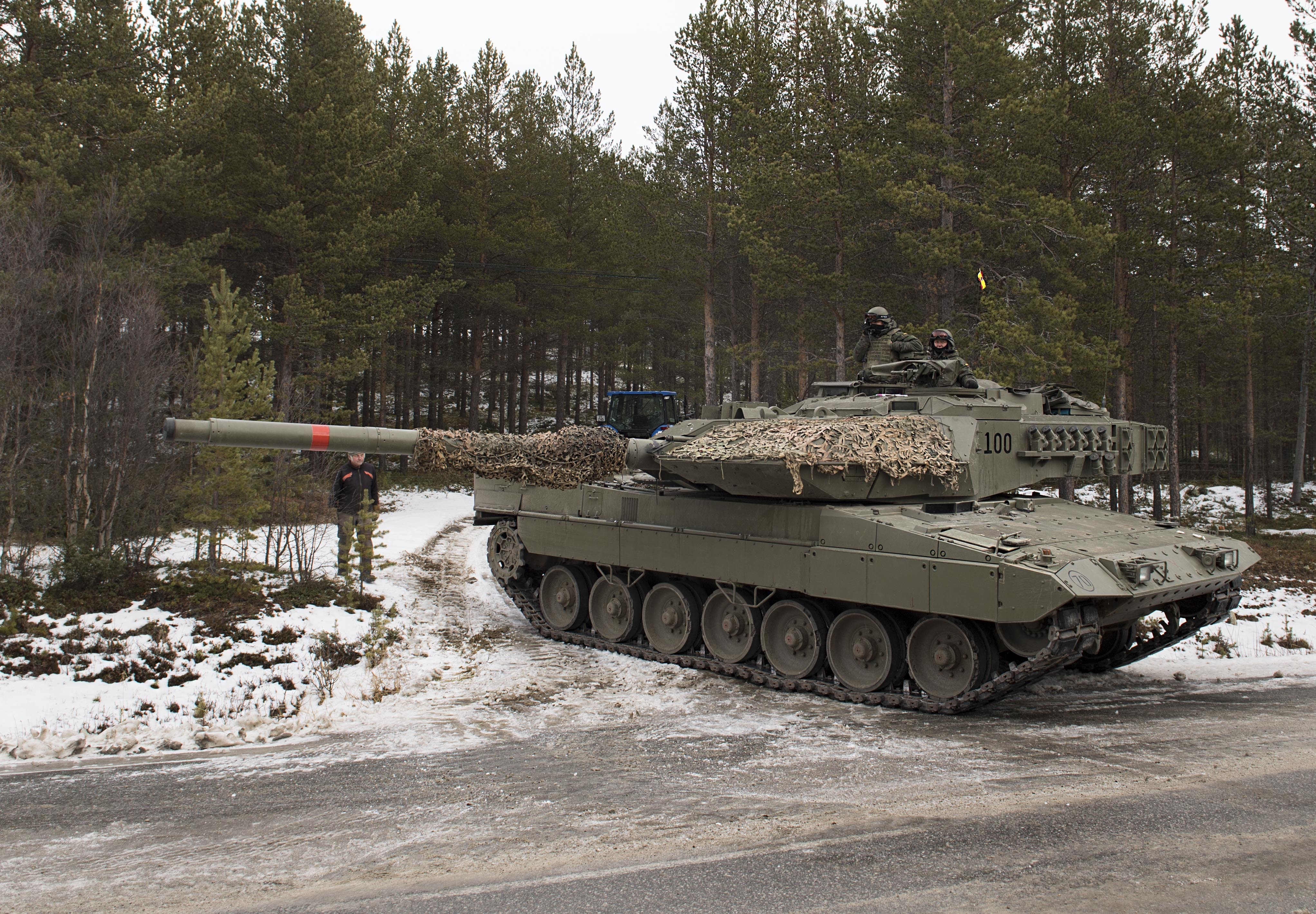
Un Leopardo 2E durante unas maniobras en el año 2018.

Un memorándum de entendimiento fue firmado el 9 de junio de 1995 entre los gobiernos alemán y español, sentando las bases para la adquisición de hasta 308 nuevos Leopardo 2E. Estos iban a ser montados en España por la empresa Santa Bárbara Sistemas, con un 60-70 por ciento de los componentes fabricados por empresas españolas. La producción tuvo lugar entre 1998 y 2003. Además, el Gobierno alemán aceptó ceder al Ejército español 108 Leopard 2A4 para fines de entrenamiento por un período de cinco años, un alquiler para el que se estableció un "precio político" de 800 millones de pesetas anuales. Estos vehículos fueron entregados entre noviembre de 1995 y junio de 1996. En 1998, España acordó reducir la cantidad de Leopardo 2E a 219 vehículos y, a cambio, comprar los Leopard 2A4 cedidos, por un precio de 16,9 millones de euros, pagaderos entre 2005 y 2016, del que se descuentan las cantidades previamente abonadas durante el periodo de cesión, resultando un saldo final de 15,1 millones. Los Leopardo 2E se basaban en los tanques alemanes Leopard 2A6, y se fabricaron entre el año 2003 y el 2008.
Los M-60 fueron reemplazados por los Leopard 2, pero los 150 AMX-30EM2, en cambio, no fueron sustituidos por otros tanques, sino por 84 cazacarros sobre ruedas B1 Centauro, mucho más económicos, tanto en lo referente a su adquisición como a su operación, pero también de capacidades muy inferiores en cuanto a movilidad campo a través, potencia de fuego y sobre todo protección.

### Listas relacionadas
- Anexo:Materiales históricos del Ejército de Tierra de España desde la posguerra
- Anexo:Materiales del Ejército de Tierra de España
- Anexo:Vehículos blindados de combate por país
- Anexo:Carros de combate principales por generación